# Liste der Kulturdenkmale in Wittichenau

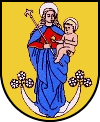
Wappen

In der Liste der Kulturdenkmale in Wittichenau sind die Kulturdenkmale der sächsischen Stadt Wittichenau verzeichnet, die bis September 2024 vom Landesamt für Denkmalpflege Sachsen erfasst wurden (ohne archäologische Kulturdenkmale). Die Anmerkungen sind zu beachten.
Diese Liste ist eine Teilliste der Liste der Kulturdenkmale im Landkreis Bautzen.

## Wittichenau
| Bild                                    | Bezeichnung | Lage                                                             | Datierung                                                                  | Beschreibung | ID       |
| --------------------------------------- | --- | ---------------------------------------------------------------- | -------------------------------------------------------------------------- | --- | -------- |
|                                         | Denkmalschutzgebiet Stadtkern Wittichenau (Vorschlag)                                                                  | (Karte)                                                          |                                                                            | Denkmalschutzgebiet Stadtkern Wittichenau | 08990453 |
|                                         | Sächsisch-Preußischer Grenzstein: Pilar Nr. 124 sowie fünf Läufersteine                                                | (Flur 1, Flurstück 58) (Karte)                                   | Nach 1828                                                                  | Siehe auch Sachgesamtheitsdokument – Obj. 09305644; vermessungsgeschichtlich und landesgeschichtlich von Bedeutung als Zeitdokument der historischen Grenzziehung zwischen Sachsen und Preußen nach dem Wiener Kongress 1815. Pyramidenstumpf (Grundmaß 53 × 53 cm) aus Granit mit gegenüberliegend eingemeißelter Nummer 124 und Landeskürzel KP/KS direkt auf der Grenzlinie; zugehörig fünf Läufersteine in unregelmäßigen Abständen auf der Grenzlinie. Grenzstein war im Juni 2012 nicht in die Erde eingelassen. | 09305462 |
| Direkt Bild zu diesem Denkmal hochladen | Gedenkstein | (auf dem Galgenberg) (Karte)                                     | Vermutlich bezeichnet mit 1564                                             | Ortsgeschichtlich von Bedeutung, ca. 1,50 m hohe Granitstele, oben etwas schräg, Inschrift: „1564/ M. K.“, Schrifttafel davor: „– 1754 (?) – wurde M. Kubitz auf dem Scheiterhaufen verbrannt. Er zündete das Getreide an und vernichtete hier die ganze Ernte. Jugend pflege und schütze diese alte Stätte das sie erhalten bleibe. A. 1956/ SELIN“ | 08990529 |
| Weitere Bilder                          | Bahnhof Wittichenau | Am Bahnhof 3 (Karte)                                             | Um 1905                                                                    | Heute Gasthof „Zum alten Bahnhof“, ortsgeschichtlich und verkehrsgeschichtlich von Bedeutung, Putzbau mit Backsteinzonen und geschweiften Ziergiebeln, zweigeschossig, mit eingeschossigem Anbau, Segmentbogenfenster und -Türen, Fenster und Türen erneuert, Backsteinrisalit mit Ziergiebel, Satteldach, imitierte Biberschwanz-Kronendeckung, zur Straße ein breiter Risalit mit Zierfachwerk im Giebel | 08990413 |
|                                         | Bildstock | August-Bebel-Straße 6 (bei) (Karte)                              | Bezeichnet mit 1854                                                        | Orts- und religionsgeschichtliche Bedeutung, hohe Granitstele mit vier Reliefs mit Passionsszenen: Kreuzigung, Grablegung, Himmelfahrt, Auferstehung, Inschrift: „U. B. / D. B. / 1854“, „Rest. A. u. T. B. 1992“ | 08990430 |
| Direkt Bild zu diesem Denkmal hochladen | Betkreuz | August-Bebel-Straße 23 (neben Hoyerswerdaer Straße 29) (Karte)   | Bezeichnet mit 1867                                                        | Regionalgeschichtlich von Bedeutung, Granitsockel, ca. 1,80 m, aufwendig profiliert und zum Teil gefasst, Inschrift: „Dieses Denkmal stifteten zur Ehre Gottes Franz Handricka und seine Ehefrau“, gusseiserner Aufsatz mit Kruzifix, am Sockel Maria im Blumenkranz, vergoldet, Christusfigur vergoldet, Kartusche am Stamm: „Gelobt sei Jesus Christus“ | 08990363 |
| Direkt Bild zu diesem Denkmal hochladen | Wohnhaus in geschlossener Bebauung                                                                                     | Badergasse 13 (Karte)                                            | Mitte 19. Jahrhundert                                                      | Mit Laden, baugeschichtlich und städtebaulich von Bedeutung, zweigeschossig, Erdgeschoss mit Ladeneinbau mit originaler Tür, Fenster mit originaler Sprossung und aufwendigem Rahmen, Schlagläden, sehr schöne zweiflügelige Tür, profiliertes Gesims, Fenster im Obergeschoss mit kräftiger Sohlbank und profiliertem Gewände, Kastenfenster, profilierte Traufe, Satteldach, Biberschwanzdeckung | 08990368 |
| Direkt Bild zu diesem Denkmal hochladen | Jakubetz-Stift und Torbogen                                                                                            | Bautzener Straße 30 (Karte)                                      | 1780/1781                                                                  | Baugeschichtlich und ortsgeschichtlich von Bedeutung, stattlicher Baukörper mit intaktem Wand-Öffnungs-Verhältniszweigeschossig, angeputzte Gewände, Ecklisenen und Gurtband, kräftig profilierte Traufe, zentraler Dacherker, sechs Gaupen, Satteldach, Biberschwanzdeckung. Rundbogiger Torbogen mit seitlichen Wandabschlüssen | 08990383 |
| Weitere Bilder                          | Katholische Kreuzkirche und vier Mord- und Sühnekreuze                                                                 | Bautzener Straße 32 (Karte)                                      | 1780/1781 (Katholische Kirche); 15.–17. Jahrhundert (Mord- und Sühnekreuz) | Baugeschichtlich und ortsgeschichtlich von Bedeutung. Kleine Saalkirche von 1780/81. Der Putzbau mit Satteldach und Dachreiter. Im Inneren flachgedeckt. Qualitätvoller geschnitzter Flügelaltar, letztes Viertel 15. Jahrhundert, im Mittelschrein Maria Regina, in den Flügeln die hll. Anna und Christophorus, auf den Rückseiten Gemälde der Verkündigung. – Mondsichelmadonna um 1470, mit modernen Ergänzungen. Saalkirche mit zentralem Dachreiter, Putzbau mit Rundbogenfenstern, Satteldach, Biberschwanzdeckung, Dachreiter mit Laterne und Haube, drei Mord- und Sühnekreuze in Stein, eines in den Putz geritzt. | 08990381 |
|                                         | Betkreuz | Bautzener Straße 32 (vor) (Karte)                                | 19. Jahrhundert                                                            | Regionalgeschichtlich von Bedeutung, ca. 1,70 m hoher Granitsockel, gusseisernes Kreuz mit floralem Schmuck und Engeln am Sockel. Christus Korpus vergoldet | 08990382 |
| Direkt Bild zu diesem Denkmal hochladen | Betkreuz | Elsterweg 3a (vor) (Karte)                                       | Bezeichnet mit 1908                                                        | Regionalgeschichtlich von Bedeutung, ca. 2 m hoher Granitsockel, aufwendig gestaltet mit Profilierung und Farbfassung (schwarz und gold), Inschrift: „1908 / Johannes Bulang“, gusseiserner Kreuzaufsatz mit Vergoldungen | 08990434 |
| Direkt Bild zu diesem Denkmal hochladen | Wohnhaus in geschlossener Bebauung                                                                                     | Geschwister-Scholl-Straße 7 (Karte)                              | Um 1900                                                                    | Zeittypischer Bau mit Putzgliederung und Zierfachwerk, hochgradig im ursprünglichen Aussehen erhalten, im Ort singulär, baugeschichtlich und städtebaulich von Bedeutung, eingeschossig, originale Fenster und originale zweiflügelige Tür, aufwendig gearbeitet, mit Oberlicht, Gewände im oberen Teil mit angeputzter Fasche und Schlussstein, Ecklisenen mit Quaderung, profilierte Traufe, Dacherker und Gaupe mit Zierfachwerk, Satteldach, Biberschwanzkronendeckung | 08990375 |
| Direkt Bild zu diesem Denkmal hochladen | Wohnhaus in halboffener Bebauung                                                                                       | Geschwister-Scholl-Straße 26 (Karte)                             | Um 1900                                                                    | Mit Laden (ehemalige Fleischerei), weitgehend im ursprünglichen Aussehen erhaltener Putzbau mit zeittypischer Gestaltung, baugeschichtlich und städtebaulich von Bedeutung, zweigeschossig, Sockel mit Rauputz, originale Fenster und Türen mit Ornament, angeputzte Gewände mit Schlussstein und Ornament unter der Sohlbank, zwischen den Fenstern Putzband, über die ganze Gebäudebreite zwischen den Geschossen Schriftfeld mit profilierter Rahmung, Obergeschoss-Fenster mit profiliertem Gewände, Eckquaderung, Satteldach | 08990377 |
| Direkt Bild zu diesem Denkmal hochladen | Betkreuz | Haschkestraße (Ecklage Saalauer Straße) (Karte)                  | Bezeichnet mit 1874 (Sockel)                                               | Regionalgeschichtlich von Bedeutung, ca. 2 m hoher Granitsockel (bezeichnet A. Richter 1874), aufgesetztes Kreuz mit vergoldetem Christus | 08990380 |
| Direkt Bild zu diesem Denkmal hochladen | Betkreuz | Haschkestraße 8 (Karte)                                          | Bezeichnet mit 1899                                                        | Regionalgeschichtlich von Bedeutung, Granitsockel mit Spiegeln und Profilen, gefasst, Inschrift: „P. Haidan / 1899“, gusseisernes Kreuz | 08990422 |
| Direkt Bild zu diesem Denkmal hochladen | Betkreuz | Haschkestraße 11 (neben) (Karte)                                 | Bezeichnet mit 1895                                                        | Regionalgeschichtlich von Bedeutung, aufwendiger Granitsockel, ca. 2,00 m, Inschrift: „M. Noack / 1895“, Kreuz mit vergoldeten Figuren | 08990423 |
| Direkt Bild zu diesem Denkmal hochladen | Betkreuz | Haschkestraße 15 (vor) (Karte)                                   | Bezeichnet mit 1859                                                        | Regionalgeschichtlich von Bedeutung, Granitsockel, ca. 2,00 m, sehr schlicht, neuer Kreuzaufsatz | 08990424 |
| Direkt Bild zu diesem Denkmal hochladen | Ackerbürgerhaus in halboffener Bebauung                                                                                | Haschkestraße 30 (Karte)                                         | Um 1820                                                                    | Baugeschichtlich von Bedeutung, zweigeschossig, massiv, Ecklisenen mit geometrischem Ornament in der Kapitellzone, Gurtgesims, Fenster im oberen Teil mit Putzfaschen und Ornamentabschluss, unter den Sohlbänken geschweiftes Putzornament, profilierte Traufe, Satteldach | 08990454 |
| Direkt Bild zu diesem Denkmal hochladen | Wohnhaus, Stall und Scheune eines Dreiseithofes                                                                        | Haschkestraße 32 (Karte)                                         | Um 1880                                                                    | Einer der wenigen unveränderten Höfe im Ort, baugeschichtlich und sozialgeschichtlich von Bedeutung. Wohnhaus: zweigeschossig, Erdgeschoss mit Putzspiegeln und Quaderung, originale Schlagläden, Tür und Fenster, profiliertes Gurtgesims, profilierte Fenstergewände im Obergeschoss, Putzbänder, Eckquaderung, profilierte Traufe, im Giebel zwei Rundbogenfenster, Satteldach, Biberschwanzdeckung. Scheune: zum Teil Lehmziegel, rundbogiges Tor, Satteldach, Biberschwanzdeckung. Stall: Verbindungsbau zwischen Wohnhaus und Scheune, Bergetür, von fledermausgaupenähnlicher Dachwölbung überspannt, Satteldach, Biberschwanzdeckung. Hof steht leer. | 08990425 |
| Direkt Bild zu diesem Denkmal hochladen | Betkreuz | Hornigweg (Ecklage Saalauer Straße) (Karte)                      | Ende 18. Jahrhundert                                                       | Regionalgeschichtlich von Bedeutung, ca. 2,00 m hoher aufwendiger Granitsockel mit Profilierungen, Spiegeln und reliefiertem Ornament, gusseiserner Kreuzaufsatz mit vergoldeten Figuren | 08990428 |
| Direkt Bild zu diesem Denkmal hochladen | Granitsockel eines Betkreuzes                                                                                          | Hosker Straße 10 (vor) (Karte)                                   | Bezeichnet mit 1879                                                        | Regionalgeschichtlich von Bedeutung, ca. 1,80 m schlanker Granitsockel mit Profilierungen, unsaniert, ohne Kreuzaufsatz | 08990400 |
| Direkt Bild zu diesem Denkmal hochladen | Betkreuz | Hosker Straße 11 (Särchener Straße) (Karte)                      | 19. Jahrhundert                                                            | Holzkreuz mit farbig gefasstem qualitätvollem Kruzifix, orts- und religionsgeschichtlich von Bedeutung, ca. 1,50 m hoher Kruzifix an vermutlich erneuertem Kreuz | 08990397 |
| Direkt Bild zu diesem Denkmal hochladen | Betkreuz | Hosker Straße 30 (neben) (Karte)                                 | Bezeichnet mit 1844                                                        | Regionalgeschichtlich von Bedeutung, ca. 1,80 m hoher Granitsockel mit Profilierungen, Inschrift: „IHS / P. N. / 1844“, Kreuzaufsatz mit Vergoldungen | 08990401 |
| Direkt Bild zu diesem Denkmal hochladen | Betkreuz | Hosker Straße 75 (vor) (Karte)                                   | Bezeichnet mit 1909                                                        | Mit Granitsockel und Kreuzaufsatz, regionalgeschichtlich von Bedeutung, ca. 1,70 m Granitsockel mit Profilierungen, teils gold abgesetzt, Kelch mit Hostie, Inschrift: „Errichtet zur Ehre Gottes / G. Lehnisch 1909“, Kreuz mit vergoldeten Figuren, neu | 08990395 |
|                                         | Wohnhaus in Ecklage | Hoyerswerdaer Straße 2 (Karte)                                   | Ende 19. Jahrhundert                                                       | Mit Laden, späthistoristische Fassade, im Ort singulär, daher denkmalwürdig trotz später aufgesetztem untypischen Satteldach, baugeschichtlich von Bedeutung, mehrfarbige Klinkerfassade mit aufwendiger Stuckdekoration, zweigeschossig, gelber Klinker mit roten Bändern, profilierte Gurtgesimse, profilierte Fenster- und Türgewände, Sohlbänke auf reichverzierten Konsolen, Brüstungsfelder mit aufwendigem floralem Ornament, Erdgeschoss Segmentbogenverdachung mit Schlussstein mit Ornament, Obergeschoss mit Giebel- und Rundbogenverdachungen und reichem Ornament, über dem Ladeneingang Eckerker, eine originale zweiflügelige Haustür, Fenster mit Sprossung, erneuert | 08990415 |
| Direkt Bild zu diesem Denkmal hochladen | Wohnhaus in Ecklage | Hoyerswerdaer Straße 12 (Karte)                                  | Um 1900                                                                    | Baugeschichtlich und straßenbildprägend von Bedeutung, Putzbau mit Backsteingliederung und markantem Eckerker mit Dachreiter, zweigeschossig, Fenster und Türen mit Segmentbogen, aufwendige Backsteingewände mit Rundungen, versetzten Quaderungen und angedeutetem Schlussstein, Traufe mit ornamentalen Mustern, Eckerker mit zusätzlichen Eckquaderungen aus Backstein und hohem Walmdach und Zinnschmuck (bezeichnet mit 1996), Mansarddach | 08990364 |
| Direkt Bild zu diesem Denkmal hochladen | Wohnhaus und Prellstein                                                                                                | Hoyerswerdaer Straße 14 (Karte)                                  | Um 1820, Kern vermutlich älter                                             | Baugeschichtlich und städtebaulich von Bedeutung, Putzbau in halboffener Bebauung mit intaktem Wand-Öffnungs-Verhältnis, sparsame Putzgliederung, zweigeschossig, massiv, Putzbänder an Ecken und zwischen den Geschossen, kräftig profilierte Traufe, Krüppelwalmdach, Biberschwanzdeckung, Haus ist saniert, an der Ecke zur Töpferstraße Prellstein, ca. 1 m, nach oben verjüngend | 08990451 |
| Direkt Bild zu diesem Denkmal hochladen | Wohnhaus in geschlossener Bebauung                                                                                     | Hoyerswerdaer Straße 19 (Karte)                                  | Wohl 1. Hälfte 19. Jahrhundert                                             | Baugeschichtlich und städtebaulich von Bedeutung, Putzbau mit dekorativer Gliederung, zweigeschossig, Eingang mit Korbbogen und geputzter oberer Rahmung mit ornamentalem Abschluss und Schlussstein, zweiflügelige originale Tür mit Oberlicht, Fenster mit Sprossung, im Erdgeschoss Winterfenster, im oberen Bereich geputzte Gewände mit geometrischem Abschluss und Schlussstein, ähnlich die Ecklisenen, Gesims, profilierte Traufe, Satteldach, Biberschwanzdeckung, zwei Fledermausgaupen | 08990365 |
| Direkt Bild zu diesem Denkmal hochladen | Bauernhof mit Wohnhaus, Stall und Seitengebäude                                                                        | Hoyerswerdaer Straße 24 (Karte)                                  | Ende 19. Jahrhundert (Bauernhaus); Anfang 19. Jahrhundert (Seitengebäude)  | Baugeschichtlich und straßenbildprägend von Bedeutung, Wohnhaus und Stall mit repräsentativer, historischer Fassade, Wohnhaus: zweigeschossig, halboffene Bebauung, Fassadengliederung durch Putzspiegel, Schlusssteine, Quaderung im Erdgeschoss, Eckquaderung im Obergeschoss, kleine Nische mit Kruzifix, profilierte Traufe, Giebel mit drei Rundbogenfenstern, Satteldach, Biberschwanzdeckung, Stall: zweigeschossig, offene Bebauung, Straßenfassade mit etwas einfacherer Gliederung als das Wohnhaus, Wand-Öffnungs-Verhältnis zum Teil verändert, Walmdach, Biberschwanzdeckung, Nebengebäude: Erdgeschoss massiv, Obergeschoss Sichtfachwerk, Konstruktion intakt, Satteldach mit großem Überstand | 08990361 |
| Direkt Bild zu diesem Denkmal hochladen | Wohnhaus eines Dreiseithofes                                                                                           | Hoyerswerdaer Straße 28 (Karte)                                  | Um 1880                                                                    | Baugeschichtlich von Bedeutung, zweigeschossig, massiv, Straßengiebelseite mit kräftigen Putzfaschen und Sohlbänken, Giebel durch Putzband abgesetzt, zwei Rundbogenfenster, durch Sohlbank verbunden, originale Fenster, Satteldach, Biberschwanz-Kronendeckung, schlechter baulicher Zustand | 08990463 |
| Direkt Bild zu diesem Denkmal hochladen | Friedhofskapelle, drei Betkreuze, ein Grabmal und Kriegerdenkmal für die Gefallenen des Zweiten Weltkrieges            | Kamenzer Straße (auf dem Friedhof) (Karte)                       | Bezeichnet mit 1929                                                        | Baugeschichtlich, ortsgeschichtlich und religionsgeschichtlich von Bedeutung. Tempelartige offene Kapelle mit Säulenstellung in Flucht der Hauptallee gelegen, zwei ionische Säulen, beidseitig von Pfeilern mit aufgeputztem Rahmendekor flankiert, hölzernes Betkreuz, gewidmet dem Wittichenauer Pfarrer Jakob Krahl: vor dem Kreuz steht ein mit Inschrift versehener Grabstein (nicht denkmalrelevant) „Zu Ehren Hochwürden Jakob Krahl. Pfarrer in Wittichenau. geb. 4.12.1890, gest. 15.10.1940 R. i. p. Alle Zeit bereit für Gottes Herrlichkeit“. – Christusfigur am Kreuz-Dreinageltypus, – Kruzifix evtl. auch zu verstehen als übergeordnetes Denkmal an einer Reihe von Gräbern von Geistlichen, ca. 5 m hohes Holzkreuz, geschwungener gefasster Christuskörper von qualitätvoller Gestaltung, Kriegerdenkmal für die Gefallenen des Zweiten Weltkrieges: Granitkreuz: „Hier ruhen Soldaten, die 1945 – 1947 im Krankenhaus Wittichenau verstarben / Wir gedenken im stillen Gebet aller Gefallenen unserer Pfarrgemeinde“, Beet in Form des eisernen Kreuzes, Schrifttafel, polierter schwarzer Granit mit Namensauflistung, Kruzifix auf dem Grabfeld der Schwestern vom St. Adalbert Stift: ca. 1,20 m hoher Holzkruzifix, rechte Hand mit Segensgestus, aufwendig drapiertes Lendentuch von Kordel gehalten, Betkreuz, Denkmal für Nikolaus Czorlich: ca. 2 m hoher, profilierter Granitsockel, Inschrift: „Nikolaus Czolich aus Doergenhausen errichtete dieses Denkmal zur Erinnerung an seinen als Ulan zu Jeanville b. Paris i. A. vom 22. J. 11 M. am 26. Oktober 1870 verstorb. theuren Sohn Nikolaus“, Kreuzaufsatz, Grabmal für Fritz Xaver Schneider, aufwendig gestaltetes Sandsteingrabmal mit Heiligenfigur aus Kunststein, ca. 6 m hoher Sandsteinaufbau, Sockel, Aufbau mit Spitzgiebel und Nische mit Heiligenfigur (?), darüber Aufsatz mit reliefartigem Dreipass und Kelch, Kreuzaufsatz. | 08990444 |
| Direkt Bild zu diesem Denkmal hochladen | Betkreuz | Kamenzer Straße (am Ortseingang) (Karte)                         | Bezeichnet mit 1910                                                        | Aufwendiger Granitsockel mit Kreuzaufsatz, regionalgeschichtlich von Bedeutung, ca. 2,20 m hoher Sockel, Profilierungen und Ornamente zum Teil mit Gold ausgelegt, Inschrift: „1910/ Auguste Jäkel, Hedwig Wels“. Restauriert 1992 I. Heidan. Gusseisernes Kreuz mit vergoldeten Figuren | 08990402 |
|                                         | Denkmal für die Gefallenen des Ersten Weltkrieges                                                                      | Kamenzer Straße (vor dem Friedhof) (Karte)                       | 1920er Jahre                                                               | Ortsgeschichtlich von Bedeutung, baldachinartiger Aufbau mit gequaderten Stützen, Inschrift: „Zum Dank/unseren gefallenen Helden“ eingesetzter Granitblock mit Schrifttafeln, Mauereinfassung und Treppe | 08990393 |
|                                         | Ackerbürgerhaus | Kamenzer Straße 7 (Karte)                                        | Um 1800                                                                    | Eines der wenigen im ursprünglichen Aussehen wiederhergestellten Gebäude mit Sichtfachwerk im Obergeschoss, baugeschichtlich von Bedeutung, zweigeschossig, Erdgeschoss massiv, Putzfaschen, breiter Durchfahrtsbogen mit Schlussstein, Obergeschoss mit zweiriegeligem Fachwerk, Eckstreben, Satteldach, Biberschwanzdeckung, Dachhecht | 08990416 |
|                                         | Ackerbürgerhaus, Stall und Scheune eines Dreiseithofes                                                                 | Kamenzer Straße 9 (Karte)                                        | Um 1700 (Wohnhaus); um 1900 (Stall)                                        | In seiner Struktur erhaltener Hof, in seiner Anlage exemplarisch für die Gestaltung einer Ackerbürgerstadt, hochgradig im ursprünglichen Aussehen erhaltenes Fachwerk-Gebäude, stadtgeschichtlich und architekturgeschichtlich von Bedeutung. Vorderhaus: zweigeschossig, Erdgeschoss massiv, korbbogige Durchfahrt mit altem Tor, Keller mit Lehmstampfboden und Gewölben, Obergeschoss mit zweiriegeligem Fachwerk mit Eckstreben, alte Fenster mit Sprossung, Satteldach, Biberschwanzdeckung, eine Fledermausgaupe. Stallgebäude: zweigeschossig, Backstein, Obergeschoss zum Teil mit Holzkonstruktion, verbrettert, Satteldach. Scheune mit Durchfahrt: Backstein, Satteldach, stark beeinträchtigt durch späteren Garageneinbau, jedoch wichtiger Bestandteil der Gesamtanlage des Hofes. | 08990417 |
|                                         | Ärztehaus | Kamenzer Straße 15 (Karte)                                       | 1920er Jahre                                                               | Im ursprünglichen Aussehen weitgehend wiederhergestellter Bau mit zeittypischen akzentuierenden Elementen in Ecklage, baugeschichtlich und straßenbildprägend von Bedeutung, zweigeschossig, Erdgeschoss mit Eckquaderung und gequaderten Lisenen, erkerartiger polygonaler Vorbau, Eingang mit abgeschrägtem Gewände, Verdachungen mit konsolenartigen Stützen, originale Haustür, originale Fenster, Gurtgesims in Höhe der Sohlbänke des Obergeschosses, profilierte Traufe, Dachhaus mit Putzgliederung, untypisch erneuertes Fenster, Walmdach, Biberschwanz-Kronendeckung, seitlich eine Fledermausgaupe, rückwärtiger eingeschossiger Anbau, Doppelfenster mit Buntglasscheiben | 08990439 |
|                                         | Wohnhaus in Ecklage | Kamenzer Straße 17 (Karte)                                       | Mitte 19. Jahrhundert                                                      | Mit Laden, markanter Bau mit Putzgliederung in straßenbildprägender Lage, baugeschichtlich von Bedeutung, zweigeschossig, Erdgeschoss zum Teil durch Schaufenstereinbau etwas verändert, Putzquaderung, kräftig profiliertes Gurtgesims, Gesims als Sohlbänke im Obergeschoss, originale Kastenfenster, Fenster zum Teil mit profiliertem Gewände und Verdachung, kleines Attikageschoss, profilierte Traufe, Walmdach, Biberschwanzdeckung | 08990418 |
|                                         | Betkreuz | Kamenzer Straße 17 (vor) (Karte)                                 | Bezeichnet mit 1847                                                        | Religionsgeschichtlich und ortsgeschichtlich von Bedeutung, Granitsockel, ca. 1,80 m, gefasst, Inschrift: „J. L. / 1847 / J. L. (?)“, neuer Kreuzaufsatz, Kunststein | 08990419 |
|                                         | Bäckerei Ermer; Wohnhaus mit Bäckerei in Ecklage                                                                       | Kamenzer Straße 19 (Karte)                                       | Nach 1900                                                                  | Repräsentativer Putzbau mit Backsteingliederung und markantem Dachreiter, alte Bäckerei, baugeschichtlich und städtebaulich von Bedeutung, zweigeschossig, Backsteinsockel, Fenster- und Türgewände, Traufzone, Putzbänder besonders an den Dachausbauten aus Backstein, Seitenrisalite, abgefaste Ecke, Risalite und Dachhaus mit geschweiftem Giebel, Satteldach, Biberschwanz-Kronendeckung, Eckdachreiter mit hohem Pyramidendach, Biberschwanzdeckung | 08990440 |
|                                         | Betkreuz | Kamenzer Straße 19 (vor) (Karte)                                 | Bezeichnet mit 1864                                                        | Religions- und ortsgeschichtlich von Bedeutung, schlichter Granitsockel, gusseisernes Kreuz, erneuert | 08990420 |
| Direkt Bild zu diesem Denkmal hochladen | Wohnhaus in geschlossener Bebauung                                                                                     | Kamenzer Straße 20 (Karte)                                       | Um 1900                                                                    | Klinkerbau mit aufwendiger qualitätvoller Stuckgliederung, baugeschichtlich von Bedeutung, zweigeschossig, Seitenrisalit, Eckquaderung, profilierte Gewände, profilierte Sohlbänke mit ornamentierten Konsolen, im Erdgeschoss gerade Verdachungen mit Konsolen sowie an zwei Fenstern Dreiecksaufsatz mit Ornament, eine rundbogige mit Jünglingskopf, sehr schöne zweiflügelige Haustür, im Obergeschoss am Seitenrisalit Fenstergewände mit Maske, Giebelaufsatz mit seitlichen und mittleren Bekrönungen, Nische mit Kreuz, Satteldach, Biberschwanzdeckung, untypische Fenster | 08990388 |
|                                         | Betkreuz | Kamenzer Straße 25 (vor) (Karte)                                 | Bezeichnet mit 1866                                                        | Religions- und ortsgeschichtlich von Bedeutung, aufwendiger Granitsockel, ca. 2,80 m hoher Sockel mit Profilierungen, Spiegeln und Ornament, Inschrift: „Ehrfurchtsvoll wiedmete dieses Denkmal Heinrich Jakubetz / Gasthofbesitzer / u. dessen Ehefrau Christiana geborene Müller a. Wittigenau // der Nachwelt zum Vorbild // 1866“, gusseisernes Kreuz mit vergoldeten Figuren | 08990421 |
|                                         | Postgebäude in offener Bebauung                                                                                        | Kamenzer Straße 30 (Karte)                                       | Um 1900                                                                    | Heute Wohnhaus, repräsentativer Putzbau mit aufwendigem Klinkerornament, baugeschichtlich von Bedeutung, zweigeschossig mit abgefaster Ecke, roter Klinkersockel, mit dunklem Abschluss, Fenster mit Segmentbogen und stark abgeschrägter Sohlbank mit lasierten dunklen Klinkern, Klinkerbänder ornamental gestaltet durch diagonal gesetzte Klinker und dunkel lasierte, Walmdach, 2:3 Gaupen, Biberschwanzdeckung, Rückseite ohne dunkle Ornamentsteine | 08990389 |
|                                         | St. Adalbert Stift; Krankenhaus                                                                                        | Kamenzer Straße 32 (Karte)                                       | 1895                                                                       | Heute Altenheim, repräsentativer Klinkerbau mit aufwendiger ornamentaler Gestaltung, baugeschichtlich und ortsgeschichtlich von Bedeutung, zweigeschossig, mit hohem Sockelgeschoss, Seitenrisalit mit rotem Treppengiebel, Segmentbogenfenster, Eingang mit Spitzbogen, vor zurückgesetzter aufwendiger Tür Kreuzgewölbe, abgeschrägte Gurtgesimse mit dunkelblau lasierten Klinkern, Traufe mit Bogenfries, Risalit im Obergeschoss, Spitzbogenfenster Kapelle (?), Dach neu ausgebaut, Satteldach, Biberschwanzdeckung, gegründet durch Pfarrer Krause | 08990391 |
|                                         | Tagespflege St. Hedwig; Krankenhaus                                                                                    | Kamenzer Straße 32 (Karte)                                       | 1895                                                                       | Tagespflege St. Hedwig, ehemaliges Kinderheim, zeittypischer Klinkerbau mit Ornament, baugeschichtlich und ortsgeschichtlich von Bedeutung, zweigeschossig, Natursteinsockel, Segmentbogenfenster und spitzbogiger Eingang mit rotem Klinker abgesetzt, Gurtgesims mit Blattornament, Traufe mit Ornament, Giebel mit drei Segmentbogenfenstern, Krüppelwalmdach, Biberschwanzdeckung, Kastenfenster, durch Pfarrer Krause gegründet | 08990390 |
|                                         | Sowjetisches Ehrenmal                                                                                                  | Kamenzer Straße 32 (bei) (Karte)                                 | Nach 1945                                                                  | Wohl Soldatengrabstätte, geschichtlich von Bedeutung, gärtnerisch gestaltete Anlage mit Hecken und ca. 60 cm hohen Stützen aus roten Ziegeln, Backsteintreppensockel, verputzter Kubus mit polierter Schrifttafel (Granit) mit kyrillischer Inschrift, obeliskartiger Aufbau mit Sowjet-Stern | 08990392 |
|                                         | Bildstock | Kamenzer Straße 87 (neben) (Karte)                               | Bezeichnet mit 1895                                                        | Aufwendiger Granitaufbau, Reliefkubus mit Verkündigung, Kreuzigung, Dreifaltigkeit, Hl. Familie mit Gottesvater, orts- und religionsgeschichtlich von Bedeutung, ca. 1,40 m hoher, abgestufter Sockel mit vergoldeter Inschrift: „A. Bulang / D. Bulang Ehefr. / 1895“, „Restaur. 1992 / A. u. G. Bulang“, toskanische Säule mit Tabernakelaufsatz, Reliefs in gotisierenden Nischen, Abschluss mit Kugel und Kreuz | 08990431 |
|                                         | Grabmal | Kirchplatz (Karte)                                               | Gestiftet 1706                                                             | Aufwendiges Barockgrabmal, erbaut für die Eltern des aus Wittichenau stammenden Meißner Bischofs Vitzki von Meißen, in einer Ädikula die beiden knienden Verstorbenen, künstlerisch von Bedeutung (stark verwittert). Sandstein, Ädikula mit gesprengtem Giebel, seitliche Pilaster mit Kämpferzone, Kruzifix mit vollplastischer Christusfigur, die beiden Knienden nahezu vollplastisch, im Giebel als Schlussstein floraler Schmuck, auf dem Giebel Engel mit Buch und Trompete, seitliche Bekrönung völlig verwittert (Stundenglas noch erkennbar), vgl. Dehio, Sachsen I, S. 860 | 08990358 |
|                                         | Betkreuz an der Westseite der Kirche                                                                                   | Kirchplatz (Karte)                                               | 1894                                                                       | Granitstele mit Kreuzigungsgruppe, regionaltypisch und regionalgeschichtlich von Bedeutung, dreistufiger Sockel, pfeilerartige Granitstele mit ornamental-geometrischem Reliefschmuck (ca. 1,5 m), gusseisernes Kreuz als Lebensbaum angedeutet, Christus, Johannes und Maria vergoldet, von Palmenwedel (Gold) eingefasste Kartusche mit Inschrift: „Es ist vollbracht“ | 08990357 |
| Weitere Bilder                          | Katholische Pfarrkirche St. Maria Himmelfahrt                                                                          | Kirchplatz (Karte)                                               | 1429–1440                                                                  | Gotischer Kirchenbau mit getreppten Strebepfeilern, 5/8 Chorschluss und Westturm, baugeschichtlich und ortsgeschichtlich von Bedeutung. Stattliche Hallenkirche, nach einem Brand 1429 bis 1440 errichtet, 1527 eingewölbt | 08990356 |
| Direkt Bild zu diesem Denkmal hochladen | Katholische Pfarrei Maria Himmelfahrt (Pfarramt und Pfarrhaus sowie durch Verbindungsbau angeschlossenes Nebengebäude) | Kirchstraße 1 (Karte)                                            | 18. Jahrhundert, Kern vermutlich älter                                     | Nebengebäude mit Aussegnungshalle im Erdgeschoss und repräsentativem Raum mit Holzbalkendecke im Obergeschoss, Pfarrhaus als repräsentativer Baukörper im Kontext der Kirche, Nebengebäude ebenfalls ortsgeschichtlich und baugeschichtlich von Bedeutung. Pfarramt: zweigeschossiger Putzbau mit weitgehend herkömmlichen Proportionen, Fenster mit Putzfaschen, Kastenfenster, profilierte Traufe, Krüppelwalmdach, Biberschwanzdeckung. Anbau: zweigeschossiger Putzbau, niedriger als Pfarramt, mittels Verbinder (oben mit Fenstern, unten von innen rundbogige Tordurchfahrt, von außen gerader Sturz) an Pfarramt angebaut, im Erdgeschoss Aussegnungshalle (schlicht), Obergeschoss mit Holzbalkendecke und Zwischenwand (Raumteilung aber vermutlich nicht ursprünglich), dieses Gebäude ist vermutlich älter als Pfarrhaus. | 08990359 |
|                                         | Wohnhaus und Fleischerei in geschlossener Bebauung                                                                     | Kirchstraße 8 (Karte)                                            | Bezeichnet mit 1910                                                        | Baugeschichtlich und städtebaulich von Bedeutung, symmetrisch angelegter Putzbau mit feinem Ornament und geschweiftem Giebel über dem Mittelrisalit, zweigeschossig, Erdgeschoss mit Putznutung, originalem Tor, Kastenfenster, Obergeschoss-Fenster mit verzierter Sprossung, Kastenfenster, Putzspiegel, als Verdachung girlandenartiges feines Putzornament, im Mittelrisalit Kartusche mit Initialen (A M) und Bezeichnung, das beinahe ovale Giebelfenster mit feinem schneckenhausartigem Ornament umlegt, abgetrepptes Putzornament, Satteldach, Biberschwanzdeckung | 08990370 |
| Direkt Bild zu diesem Denkmal hochladen | Wohnhaus in geschlossener Bebauung und Nebengebäude                                                                    | Kirchstraße 15 (Karte)                                           | Um 1880                                                                    | Baugeschichtlich und städtebaulich von Bedeutung. Bau mit sparsamer Putzgliederung, zweigeschossig, Fenster und Türen (eine zugemauert) mit Segmentbogen, im Obergeschoss zwei mit rechteckigem Gewände, zum Teil originale Sprossung, altes Türblatt, angeputzte Faschen, Sockel-, Eck-, Gesimslisenen, profilierte Traufe, Satteldach, Biberschwanzdeckung, zum Teil erneuert, rückwärtiges Nebengebäude: eingeschossig mit Drempel, Bergetür, Satteldach, Biberschwanzdeckung. | 08990371 |
| Weitere Bilder                          | Evangelische Pfarrkirche Wittichenau und Torbogen                                                                      | Kolpingplatz 8 (Karte)                                           | 1908                                                                       | Baugeschichtlich und ortsgeschichtlich von Bedeutung, stark reliefierte Giebelseite mit variiertem Palladio-Motiv, einschiffiger Bau mit Rundbogenfenster bis ins Dach gezogen, kräftige Lisenen, an der Giebelseite vier Pilaster mit Kämpferzone und profiliertem Rundbogen, Dachschürze, in der Mitte Glockenstuhl mit Pilastern und Giebelaufbau sowie seitlichen kräftigen ovalen Voluten, Schlussstein, Satteldach, seitlich runder Treppenturm, Einfriedung mit hochgezogenem Rundbogen-Tor | 08990384 |
| Direkt Bild zu diesem Denkmal hochladen | Betkreuz | Kottener Straße (südlich vom Sportplatz) (Karte)                 | Bezeichnet mit 1864                                                        | Orts- und religionsgeschichtlich von Bedeutung, schlichter Granitsockel, ca. 1,80 m, Inschrift: „IHS/ J. M./ 1864“, seitlich: „M. M. 1995“, Kreuzaufsatz | 08990408 |
| Direkt Bild zu diesem Denkmal hochladen | Betkreuz | Kottener Straße 9 (vor) (Karte)                                  | Bezeichnet mit 1873                                                        | Orts- und religionsgeschichtlich von Bedeutung, sehr schlichter Granitsockel, Inschrift: „F. S. / 1873“ erneuerter Kreuzaufsatz, nicht sehr geschmackvoll | 08990412 |
| Direkt Bild zu diesem Denkmal hochladen | Betkreuz | Kottener Straße 17 (vor) (Karte)                                 | Bezeichnet mit 1900                                                        | Aufwendig gestalteter Granitsockel mit originaler Kreuzigungsgruppe, orts- und religionsgeschichtlich von Bedeutung, Sockel, ca. 2,20 m mit Profilierung und floralem Ornament, Inschrift: „I. Kostors 1900“, im Giebel Relief des Lammes Gottes, gusseiserner Aufsatz mit Maria und Johannes am Fuß des Kreuzes, Kreuz mit floralem Ornament und hinterlegtem Strahlenkranz | 08990410 |
| Direkt Bild zu diesem Denkmal hochladen | Betkreuz | Kottener Straße 22 (gegenüber) (Karte)                           | Bezeichnet mit 1882                                                        | Orts- und religionsgeschichtlich von Bedeutung | 08990409 |
| Direkt Bild zu diesem Denkmal hochladen | Betkreuz | Kottener Straße 34 (Karte)                                       | Bezeichnet mit 1920                                                        | Orts- und religionsgeschichtlich von Bedeutung, Sandstein, marmoriert bemalt, abgetreppter Sockelfuß, Inschrift: „Errichtet im Jahre des Heils 1920 ...hael und Marie Kreuz“, oberer Teil des Sockels mit Schriftfeld (unleserlich), Marienbüste und Putten, Kruzifix mit breiten Balken, alles aus Stein | 08990411 |
| Direkt Bild zu diesem Denkmal hochladen | Wegekapelle | Liebegaster Weg (Karte)                                          | Ende 19. Jahrhundert (Wegekapelle); bezeichnet mit 1922 (Tafel)            | Orts- und religionsgeschichtlich von Bedeutung, kleine Kapelle mit Kruzifix, im ursprünglichen Aussehen wieder hergestellt, Putzbau, profilierte spitzbogige Türöffnung mit altem Gitter, Satteldach, Biberschwanz-Kronendeckung, Treppengiebel, innen: hölzerner, altarähnlicher Aufbau mit Ornament, ca. 1,20 m großes Kruzifix, Schrifttafel: „gestiftet zur Ehre Gottes v. verst. Amtsvorsteher Heinr. Handucka / Erbaut von seinem Bruder Josef 1922“ | 08990528 |
| Weitere Bilder                          | Kursächsische Postmeilensäulen (Sachgesamtheit)                                                                        | Markt (Karte)                                                    | Bezeichnet mit 1732                                                        | Teilweise Kopie einer Distanzsäule, verkehrsgeschichtlich von Bedeutung. Teilweise Kopie einer Kursächsischen Distanzsäule bezeichnet mit 1732, aus Sandstein, in der typischen Form (mit Entfernungsangaben beschrifteter) Obelisk auf Sockel, mit Wappenstück sowie „AR“- Monogramm und Posthornzeichen. Die Säule steht an ihrem originalen Standort, Inschriftenblock ist nachgebildet. Das Original befindet sich im Museum. 1955 und 1973 fanden Restaurierungen statt. Im Jahre 1722 begann man im Kurfürstentum Sachsen mit der Aufstellung der Kursächsischen Postmeilensäulen. Kurfürst Friedrich August I. wollte hierdurch ein zeitgemäßes Verkehrs- und Transportleitsystem im Kurfürstentum aufbauen, um Handel und Wirtschaft zu fördern. Er beauftragte Adam Friedrich Zürner (1679 – 1742) damit. Das Postmeilensäulensystem umfasste Distanzsäulen, Viertelmeilensteine, Halb- und Ganzmeilensäulen. Die Distanzsäulen sollten in den Städten vor den Stadttoren, später nur auf den Marktplätzen aufgestellt werden. Entlang der Poststraßen wurden Viertelmeilensteine, Halb- und Ganzmeilensäulen aufgestellt. Sie erhielten eine fortlaufende Nummerierung (Reihennummer), beginnend vom Anfang der Vermessung. Die Ganzmeilensäulen wurden außerhalb der Städte an den Poststraßen im Abstand von 1 Meile (= 9,062 km) aufgestellt. Die Distanzsäulen waren mit dem Monogramm „AR“ für „Augustus Rex“, dem kursächsisch und polnisch-litauischen Doppelwappen sowie der polnischen Königskrone gekennzeichnet. Die Ganzmeilen-, Halbmeilensäulen und Viertelmeilensteine waren alle ähnlich beschriftet, alle trugen kein Wappen, aber das Monogramm „AR“. Die Entfernungsangaben erfolgten in Wegestunden (1 Stunde= ½ Postmeile = 4,531 km). Dieses Meilensystem war das erste europäische Verkehrsleitsystem. Der hier betrachteten Säule kommt als Teil des überregional bedeutenden Postwegesystems eine hohe verkehrsgeschichtliche Bedeutung zu. Sandsteinobelisk, Marktsäule am originalen Standort, Entfernungsinschriften auf allen vier Seiten, Jahreszahl 1732 und Posthornzeichen, Wappenstück, Inschriftenblock erneuert, original Inschriftenblock im Museum, Sockel original, 1955, 1973 restauriert. | 08990414 |
| Direkt Bild zu diesem Denkmal hochladen | Wohnhaus in geschlossener Bebauung                                                                                     | Markt 6 (Karte)                                                  | Um 1820                                                                    | Mit Laden, Bestandteil der alten Marktbebauung, baugeschichtlich von Bedeutung, Putzbau mit originalen Gestaltungselementen, zweigeschossig, Erdgeschoss zum Teil verändert, Ladenelement um 1900, Seitenlisenen mit Eckquaderung, Putzspiegel für alten Schriftzug unter neuen Schildern vorhanden, Obergeschoss-Fenster mit profilierten Gewänden und kräftigen Sohlbänken, Ornamentschmuck als Verdachung, profilierte Traufe, Satteldach, Biberschwanzdeckung | 08990449 |
|                                         | Wohnhaus in Ecklage | Markt 7 (Karte)                                                  | Kern 17. Jahrhundert                                                       | Mit Laden, in seiner Kubatur erhaltener Bau an städtebaulich wichtiger Stelle am Übergang vom Markt zur Badergasse, baugeschichtlich von Bedeutung, zweigeschossig, Erdgeschoss verändert, sonst Wand-Öffnungs-Verhältnis intakt, profilierte Traufe, Krüppelwalmdach, Biberschwanzdeckung, zwei neue Gaupen | 08990450 |
|                                         | Wohnhaus in Ecklage | Markt 8 (Karte)                                                  | Kern um 1800                                                               | Mit Laden, baugeschichtlich von Bedeutung, zweigeschossig, aufwendig profilierte Gewände, Fenster erneuert (Kunststoff), Krüppelwalmdach, Biberschwanzdeckung, 6 Dachhäuser, am Giebel zum Markt Sonnenuhr, etwas glatt saniert, Urfunktion? | 08990367 |
|                                         | Gasthof „Gute Quelle“ in Ecklage                                                                                       | Markt 9 (Karte)                                                  | Kern 17. Jahrhundert                                                       | Baugeschichtlich und ortsgeschichtlich von Bedeutung, zweigeschossig, profilierte Gewände, im Erdgeschoss an der Gaststube Segmentbogenfenster, profilierte Traufe, Satteldach, Biberschwanzdeckung, später eingebauter Laden, Nische mit Skulptur des Heiligen Johann Nepomuk (18. Jahrhundert) | 08990386 |
|                                         | Wohnhaus in geschlossener Bebauung                                                                                     | Markt 10 (Karte)                                                 | 1. Hälfte 19. Jahrhundert, Kern älter                                      | Mit Laden, Bestandteil der Bebauung am Markt mit markantem Dachstuhl, baugeschichtlich von Bedeutung, zweigeschossig, Erdgeschoss vermutlich verändert, Obergeschoss in ursprünglicher Gliederung, Nische mit Kruzifix, Satteldach, Biberschwanzdeckung | 08990387 |
|                                         | Mord- und Sühnekreuz                                                                                                   | Maukendorfer Straße (kurz vor dem Abzweig nach Brischko) (Karte) | Spätmittelalter                                                            | Ortsgeschichtlich von Bedeutung, ca. 1,40 m hohes Granitkreuz, auf der Länge von beiden Kreuzbalken schmales Kreuz eingeritzt, auch auf der Rückseite | 08990555 |
| Weitere Bilder                          | Wassermühle und Mühlgraben                                                                                             | Mühlgasse 5 (Karte)                                              | Kern um 1732                                                               | Stattlicher Baukörper, Obergeschoss Sichtfachwerk, baugeschichtlich und ortsgeschichtlich von Bedeutung. Mühle: Erdgeschoss massiv, am Mühlgraben die Achse des Mühlrades noch erkennbar, Obergeschoss mit zweiriegeligem Fachwerk mit kräftigen Balken, Diagonalstreben, Fenster mit Sprossung, eine Giebelseite massiv, Krüppelwalmdach, Biberschwanzdeckung. | 08990372 |
| Weitere Bilder                          | Krabat-Grundschule | Neudorfer Weg 1 (Karte)                                          | 1928                                                                       | Gut proportionierter Baukörper, der Anbau mit zeittypischen Spitzbögen an der Arkatur, baugeschichtlich und ortsgeschichtlich von Bedeutung. Hauptbau, dreigeschossig, stark durchfensterte Fassade, Fenster nicht original, angeputzte Faschen, breite Traufe, Walmdach, Dachhecht, an der Schmalseite eine Gaupe, imitierte Kronendeckung, eingeschossiger Anbau leicht geschwungen, Arkatur mit sechs Spitzbögen, die Stützen aus Backstein mit dreieckigem Pilaster, eine originale Tür, breite Traufe, Walmdach, fünf Gaupen. | 08990373 |
|                                         | Betkreuz | Neudorfer Weg 8 (neben) (Karte)                                  | Bezeichnet mit 1860                                                        | Orts- und religionsgeschichtlich von Bedeutung, schlichter Granitsockel, ca. 2,00 m, Kreuz mit vergoldetem Kruzifix | 08990429 |
| Direkt Bild zu diesem Denkmal hochladen | Granitsockel eines Betkreuzes                                                                                          | Saalauer Straße (kurz vor dem Bahndamm) (Karte)                  | 2. Hälfte 19. Jahrhundert                                                  | Regionalgeschichtlich von Bedeutung, Granitsockel, sehr schlicht, ohne Inschrift (Kreuzaufsatz zurzeit beim Pfarrer) | 08990531 |
| Direkt Bild zu diesem Denkmal hochladen | Betkreuz | Saalauer Straße 16 (vor) (Karte)                                 | 19. Jahrhundert                                                            | Qualitätvolle Holzfigur auf neuem Kreuz, regionalgeschichtlich von Bedeutung, ca. 60 cm langer Kruzifix, gotisierende Formensprache, ungefasst | 08990426 |
| Direkt Bild zu diesem Denkmal hochladen | Denkmal für die Gefallenen des Ersten Weltkrieges                                                                      | Saalauer Straße 31 (vor) (Karte)                                 | Nach 1918                                                                  | Sandsteinstele mit tabernakelähnlichem Aufbau, ortshistorisch von Bedeutung, ca. 1,30 m hoher Sandstein mit dreieckigem Abschluss, im oberen durch Gesims abgesetzten Teil rundbogige schwarze Granitplatte mit Ätzungen mit Christus an der Pforte, im unteren Teil Inschrift: „Als erste Opfer des Weltkrieges aus dieser Gegend verunglückten hier tödlich am 5. August 1914 der Mühlenbesitzer und Landwirt Jakob Brösan und der Gutsbesitzer Nikolaus Jank beide aus Sollschwitz beim Transport von Pferden zur Kriegsaushebung Gott sei ihren Seelen gnädig!“ | 08990427 |
|                                         | Betkreuz | Saalauer Straße 38 (gegenüber) (Karte)                           | Bezeichnet mit 1910                                                        | Regionalgeschichtlich von Bedeutung, ca. 2,20 m hoher Granitsockel, aufwendig gestaltet, Inschrift: „1910/ Chr. Dubau“, Kreuzaufsatz, lat. Inschrift | 08990530 |
| Direkt Bild zu diesem Denkmal hochladen | Holzkreuz mit Kruzifix                                                                                                 | Särchener Straße (Ecke Maukendorfer Straße) (Karte)              | Bezeichnet mit 1831                                                        | Religionsgeschichtlich von Bedeutung, ca. 3 m hohes Holzkreuz, kleine Schrifttafel: „Errichtet zur Ehre Gottes / Familie Graf / 1831“ | 08990396 |
|                                         | Betkreuz | Särchener Straße 1 (neben) (Karte)                               | Bezeichnet mit 1882                                                        | Religionsgeschichtlich von Bedeutung, ca. 1,80 m Granitsockel, gestrichen und zum Teil vergoldet, Inschrift: „M. D. 1882“ | 08990398 |
| Direkt Bild zu diesem Denkmal hochladen | Wohnhaus mit rechtwinkligem Anbau und Stall-Scheunengebäude mit Durchfahrt sowie zwei Granit-Eingangspfosten           | Särchener Straße 7 (Karte)                                       | Um 1800                                                                    | Weitgehend in ursprünglicher Struktur und Aussehen erhaltenes Anwesen, Relikt der historischen Bebauung des Ortes, baugeschichtlich von Bedeutung. Wohnhaus: schlichter eingeschossiger Putzbau in halboffener Bebauung, Fenster mit angeputzten Faschen, Winterfenster, Eingang mit Korbbogen, originale Tür und Oberlicht, profilierte Traufe, Satteldach, eine Seite abgewalmt, Biberschwanzdeckung. Rechtwinkliger Anbau: massiver Putzbau mit segmentbogiger Öffnung, schlechter Bauzustand. Scheune: Ziegelbau mit Durchfahrt zum rückwärtigen Garten. Zwei Granitpfosten der Hofeinfahrt, monolithisch. | 08990406 |
| Weitere Bilder                          | Kobermühle (ohne neuere Anbauten) und Mühlgraben sowie Mühlentechnik                                                   | Särchener Straße 12 (Karte)                                      | Mitte 19. Jahrhundert, um 1900                                             | Heute Museum integriert, ohne neuere Anbauten, technikgeschichtlich und ortshistorisch von Bedeutung, langgestreckter Bau mit später hinzugefügtem fünfgeschossigem Mittelteil, zweigeschossig, massiv, verputzt, Satteldach, mit Durchfahrt, Mittelteil Backstein, flaches Satteldach, zum Teil originale Fenster | 08990404 |
|                                         | Betkreuz | Särchener Straße 12 (vor) (Karte)                                | Um 1900                                                                    | Orts- und religionsgeschichtlich von Bedeutung, ca. 2 m hoher Sockel mit Profilierungen und Eucharistieeinsetzung als Relief, Kruzifix mit Maria im Blumenrahmen am Fuß | 08990403 |
| Direkt Bild zu diesem Denkmal hochladen | Betkreuz | Särchener Straße 16 (neben) (Karte)                              | Bezeichnet mit 1864                                                        | Orts- und religionsgeschichtlich von Bedeutung, Granitsockel, ca. 1,80 m, profiliert, zum Teil vergoldet, Inschrift: „P. Haidan/ 1864“, Kruzifix mit Engel am Fuß | 08990405 |
| Weitere Bilder                          | Schowtschickmühle; Mühlenhof und Mühlentechnik                                                                         | Schowtschickweg 1 (Karte)                                        | Kern um 1500 (Mühle); um 1900 (Scheune)                                    | Vierseithofanlage, zum Teil mit Fachwerk, im Kern sehr alt, umfassende technische Ausstattung einer Mahl- und Stampfmühle, teilweise rekonstruiert, ortshistorisch und technikgeschichtlich von Bedeutung, letztes doppeltes französisches Mahlwerk in Deutschland. Mühlengebäude: eingeschossig, massiv, breites Granitgewände, Satteldach, Biberschwanzdeckung, eine Bergetür, Fachwerk-Anbau: Erdgeschoss massiv, Segmentbogeneingang, zweiriegeliges Fachwerk mit Diagonalstreben, Giebel verbrettert, Satteldach, Biberschwanz-Kronendeckung. Scheune: massiv, zweigeschossig, mit Stallteil, segmentbogige Türen und Tore, neuerdings verbrettert, Satteldach, Biberschwanzdeckung, Mühlrad rekonstruiert. Unregelmäßige offene Hofanlagen mit ein- und zweigeschossigen Wohn- und Wirtschaftsgebäuden, zum Teil in Fachwerk, die Satteldächer ehemals rohrgedeckt. Die eingeschossige Wassermühle mit oberschlächtigem Wasserrad, Mahl- und Stampfwerk antreibend, wurde vermutlich im 19. Jahrhundert Wohnhaus mit Kelleranbau, zweigeschossiges Gebäude mit Satteldach und angeschlepptem Gewölbekeller. Massives Erdgeschoss mit Flur (Herd und Backofen), Wohn- und Schlafstuben, Wirtschaftskeller, Fachwerk-Obergeschoss mit Flur mit einläufiger Treppe, Schlafräumen und Kammern, Raumhöhe 2,20 m Dachgeschoss nicht ausgebaut, stark gefährdet. Mühlentechnik: Freiwehrrinne, Wasserrinne, überschlächtiges Mühlrad. Schrotgang bestehend aus Schrotrad, Kammrädern, Mühlsteinen, Schütttrichter, Absauganlage. Mehlgang seit 1950 außer Betrieb. 4 Hirsestampfer, seit 1950 außer Betrieb. Wasserrad und Rinnen rekonstruiert. Stallgebäude, zweigeschossig, 1907. Stallgebäude und Wagenschuppen. | 08990482 |
|                                         | Betkreuz | Schowtschickweg 1 (vor) (Karte)                                  | Bezeichnet mit 1847                                                        | Orts- und religionsgeschichtlich von Bedeutung, ca. 1,80 m hoher Granitsockel mit Profilierungen (Latexfarbreste), Inschrift: „G. G. 1847“, Kreuzaufsatz mit Verdachung | 08990483 |
| Direkt Bild zu diesem Denkmal hochladen | Betkreuz | vor Sommerfeld 21 (Ecklage Hosker Straße) (Karte)                | Bezeichnet mit 1909                                                        | Aufwendig gestalteter Granitsockel mit aufgesetztem Kreuz, orts- und religionsgeschichtlich von Bedeutung, ca. 2,20 m hoher Sockel mit vielfältigen Profilierungen, hell abgesetzt das Lamm Gottes, Kelch mit Hostie und IHS, florales Ornament sowie Inschrift: „Errichtet zur Ehre Gottes / N. Paschke 1909“, gusseisernes Kreuz mit Maria und Johannes, und Kartusche | 08990394 |

## Brischko
| Bild                                    | Bezeichnung | Lage                                         | Datierung           | Beschreibung | ID       |
| --------------------------------------- | ----------- | -------------------------------------------- | ------------------- | --- | -------- |
| Direkt Bild zu diesem Denkmal hochladen | Bildstock   | Brischko 13 (vor) (Karte)                    | Bezeichnet mit 1868 | Regionalgeschichtliche Bedeutung                                                                                            | 08990553 |
| Direkt Bild zu diesem Denkmal hochladen | Betkreuz    | Brischko 38 (vor) (Karte)                    | Bezeichnet mit 1900 | Regionalgeschichtlich von Bedeutung, Granitsockel, ca. 1,70 m, Inschrift: „IHS / N. N. / 1900“, gusseiserner Kreuzaufsatz   | 08990554 |
|                                         | Wegestein   | bei Brischko 45 (östliches Ortsende) (Karte) | 19. Jahrhundert     | Verkehrsgeschichtlich von Bedeutung, ca. 1,60 m hohe Granitstele mit pyramidalem Abschluss, Inschrift verwittert (unlesbar) | 08990551 |

## Dubring
| Bild                                    | Bezeichnung                           | Lage                                                               | Datierung            | Beschreibung | ID       |
| --------------------------------------- | ------------------------------------- | ------------------------------------------------------------------ | -------------------- | --- | -------- |
| Direkt Bild zu diesem Denkmal hochladen | Wegestein                             | (an S 95, Abzweig Dubring) (Karte)                                 | 19. Jahrhundert      | Verkehrsgeschichtlich von Bedeutung, ca. 1 m hohe, etwas unregelmäßige Granitstele mit flachem Abschluss, ohne Aufschrift | 08990475 |
| Direkt Bild zu diesem Denkmal hochladen | Betkreuz                              | (östlich des Dorfes an der Straße Richtung Wittichenau) (Karte)    | Bezeichnet mit 1923  | Orts- und religionsgeschichtlich von Bedeutung, ca. 3 m hohes Holzkreuz, ca. 1 m hoher Holzchristus, gefasst, im Sockelbereich kleine Nische mit Marienfigur, Inschrift: „P. M. / 1923“ | 08990474 |
|                                         | Grenzstein                            | (an Kreuzung nördlicher Ortsausgang in Richtung Lindenweg) (Karte) | 19. Jahrhundert      | Granit, ortsgeschichtlich von Bedeutung, ca. 40 cm hoher, etwas unregelmäßiger Granitblock, ohne Inschrift | 09302542 |
|                                         | Betkreuz                              | Dubring 3 (vor) (Karte)                                            | Bezeichnet mit 1932  | Holzkreuz mit qualitätvoller Christusfigur, orts- und religionsgeschichtlich von Bedeutung, ca. 3 m hohes Holzkreuz mit Holzfigur, ca. 1,20 m, gefasst, sorbische Inschrift: „N. D. 1932“ „M. K. 2000“                                                                                          | 08990467 |
|                                         | Wappen                                | Dubring 4 (Karte)                                                  | Bezeichnet mit 1579  | Ortsgeschichtlich von Bedeutung, Wappen, überwiegend rot und gold gefasst, saniert | 08990472 |
|                                         | Betkreuz                              | Dubring 4 (vor) (Karte)                                            | Bezeichnet mit 1855  | Orts- und religionsgeschichtlich von Bedeutung, ca. 1,80 m hoher profilierter Granitsockel, Inschrift: „IHS / R. M. / 1855“, Kreuzaufsatz mit Vergoldungen | 08990471 |
|                                         | Betkreuz                              | Dubring 7 (vor) (Karte)                                            | Ende 19. Jahrhundert | Orts- und religionsgeschichtlich von Bedeutung, Granitsockel, ca. 1 m, gefasst, neuer Kreuzaufsatz, Inschrift: „HS N. B.“ | 08990466 |
| Direkt Bild zu diesem Denkmal hochladen | Westliche Scheune eines Dreiseithofes | Dubring 11 (Karte)                                                 | Um 1880              | Wesentliche Struktur der ursprünglichen Putzgliederung erhalten, baugeschichtlich und wirtschaftsgeschichtlich von Bedeutung. Scheune: Backstein, ursprünglich verputzt, zwei große Tore, Drempelzone durch Gesimsband abgesetzt, Lüftungslöcher als Ornament, Satteldach, Biberschwanzdeckung. | 08990465 |
|                                         | Betkreuz                              | Dubring 13 (vor) (Karte)                                           | 19. Jahrhundert      | Orts- und religionsgeschichtlich von Bedeutung. Hölzernes Kruzifix (ca. 1,40 m) gefasst, Inschrifttäfelchen: „O Wanderer, o Pilgerer, sag an, wo geht die Reise hin, präg dir mein Bild in Herz und Sinn, so bringt dir jeder Schritt Gewinn“.                                                  | 08990464 |
|                                         | Bildstock                             | Dubring 14 (Karte)                                                 | 19. Jahrhundert      | Orts- und religionsgeschichtlich von Bedeutung, ca. 80 cm hoher Granitsockel, ca. 1,30 m hohe Säule (beides erneuert), Aufsatz mit vier Reliefs, farbig gefasst und vergoldet (Sebastian, Petrus, Bischof, Kreuzigung)                                                                          | 08990470 |
|                                         | Betkreuz                              | Dubring 22 (vor) (Karte)                                           | Bezeichnet mit 1867  | Orts- und religionsgeschichtlich von Bedeutung | 08990469 |

## Hoske
| Bild                                    | Bezeichnung | Lage                             | Datierung                             | Beschreibung | ID       |
| --------------------------------------- | --- | -------------------------------- | ------------------------------------- | --- | -------- |
| Direkt Bild zu diesem Denkmal hochladen | Wehr | (westlich des Ortskerns) (Karte) | 1. Hälfte 20. Jahrhundert             | Anlage mit zwei Stützpfeilern, technikgeschichtlich und ortsgeschichtlich von Bedeutung, Stützpfeiler und Stützmauern aus Natursteinquadern | 08990567 |
| Weitere Bilder                          | Mühle, zwei Seitengebäude, Scheune und Steindeckerbrücke                                                                      | Hoske 19 (Karte)                 | 2. Hälfte 19. Jahrhundert, Kern älter | Großer, in seiner Struktur erhaltener Vierseithof, das Mühlenhaus mit einer aufwendigen Fassadengestaltung, besonders an der Giebelseite, baugeschichtlich, ortsgeschichtlich und technikgeschichtlich von Bedeutung. Mühle: zweigeschossig mit Drempel, massiv, Erdgeschoss Bruchstein, Granitgewände, zum Teil originale Fenster, Putzgliederung durch Eckquaderung und Gurtgesimse, Giebel mit rundbogigem Fensterensemble, Rundbogenfenstern und Lünetten, Satteldach, Biberschwanzdeckung. Achse vom Mühlrad erhalten. Anschließendes Nebengebäude: 1 1/2-geschossig, massiv, Erdgeschoss Bruchstein, zum Teil Granitgewände, Gurtgesims, Satteldach, Biberschwanzdeckung, ruinös, Teil des Dachstuhls fehlt. 2. Nebengebäude (gegenüber vom Mühlenhaus): zweigeschossig, massiv, Erdgeschoss Bruchstein, zwei Torbögen, zum Teil Granitgewände, leicht verändert, Eckquaderung, Putzbänder, alte Fenster, zahlreiche Taubenausflugslöcher, profilierte Traufe, Satteldach, Biberschwanzdeckung. Scheune: zwei große rundbogige Durchfahrtstore, Drempel, zahlreiche Lüftungsöffnungen in gestalterischer Anordnung, Satteldach, Biberschwanzdeckung. Brücke: zweifeldrige Steindeckerbrücke, in dieser Art sehr selten, nahezu unverändert. Bereits am 20. November 1994 von Haubold unter Schutz gestellt, allerdings ohne die Brücke. | 08990557 |
|                                         | Betkreuz | Hoske 19 (vor) (Karte)           | Bezeichnet mit 1888                   | Orts- und religionsgeschichtlich von Bedeutung, ca. 1,80 m hoher Granitsockel mit aufwendigem Ornament, Inschrift: „IHS /J. Sauer / 1888“, gusseiserner Kreuzaufsatz | 08990558 |
| Direkt Bild zu diesem Denkmal hochladen | Scheune | Hoske 22 (Karte)                 | 17. Jahrhundert                       | Ständerbau mit Ausblockung und Andreaskreuzen, Seltenheitswert, baugeschichtlich von Bedeutung, ca. 1 m im unteren Teil ausgeblockt, übergreifende Kreuzstreben, zwei große Tore, Giebel verbrettert, Satteldach | 08990560 |
| Direkt Bild zu diesem Denkmal hochladen | Betkreuz | Hoske 22 (vor) (Karte)           | Bezeichnet mit 1861                   | Orts- und religionsgeschichtlich von Bedeutung, ca. 1,80 m hoher Granitsockel, „Gott zu Ehren gestiftet im Jahr 1861 / G. Karch“, gusseiserner Kreuzaufsatz | 08990559 |
|                                         | Katholische Kapelle Hoske | Hoske 26 (Karte)                 | 1898                                  | Putzbau mit klassizistischen Formen und Dachreiter, ortsgeschichtlich und straßenbildprägend von Bedeutung, im Sockelbereich rustizierte Spiegel, Gurtgesims, Halbsäulen in toskanischer Ordnung, rundbogige Fenster, Tür und Blendfenster mit Schlussstein und betontem Kämpfer, breite profilierte Traufe, Giebel mit Oculusornament und profilierter Rahmung, Satteldach, Biberschwanzdeckung, hölzerner, offener Dachreiter mit geschweiftem Zeltdach, Chorapsis | 08990561 |
| Direkt Bild zu diesem Denkmal hochladen | Westliche Scheune und südliches Seitengebäude eines Vierseithofes                                                             | Hoske 29 (Karte)                 | Nach 1900                             | Beide Gebäude weitgehend im ursprünglichen Aussehen erhalten, baugeschichtlich und straßenbildprägend von Bedeutung. Scheune: Backstein, verputzt, zwei Durchfahrtstore, Lüftungsöffnungen als Gestaltungselement, besonders an der Giebelseite, Satteldach, Biberschwanzdeckung. Stall: zweigeschossig, verputzt, Erdgeschoss mit originalen segmentbogigen Öffnungen, Gesims (fehlt an der Giebelseite), Fenster mit Sprossung, Bergetür, Satteldach, Biberschwanzdeckung, Taubenausflugslöcher | 08990566 |
|                                         | Betkreuz | Hoske 29 (vor) (Karte)           | Bezeichnet mit 1881                   | Orts- und religionsgeschichtlich von Bedeutung, ca. 2 m hoher Granitsockel, zweifarbig gefasst, Inschrift: „IHS / M. Mijon / 1881“, gusseiserner Kreuzaufsatz | 08990562 |
| Direkt Bild zu diesem Denkmal hochladen | Betkreuz | Hoske 31 (neben) (Karte)         | Mitte 19. Jahrhundert                 | Orts- und religionsgeschichtlich von Bedeutung, ca. 1,70 m hoher schlichter Granitsockel mit abgefasten Ecken, Kreuzaufsatz erneuert, schwarzer Granit mit vergoldeter Figur (untypisch) | 08990564 |
| Direkt Bild zu diesem Denkmal hochladen | Bahnhof Hoske; Bahnhofsgebäude mit angebautem Güterabfertigungsschuppen und westliches Toilettenhäuschen                      | Hoske 36 (Karte)                 | Nach 1900                             | Hauptgebäude zeittypischer Putzbau mit sparsamen Gestaltungsdetails, u. a. Zierfachwerk (heute Wohnhaus), Güterabfertigung und Nebengebäude aus Backstein, baugeschichtlich und eisenbahngeschichtlich von Bedeutung. Nebengebäude: Backstein, T-Grundriss, Segmentbogentüren und -fenster, originale Fenster und Türen, Drempelzone preußisches Fachwerk, Balkenköpfe als Konsolen, Satteldach, Biberschwanz-Kronendeckung, Lüftungsaufbau. Hauptgebäude: Backsteinsockel, Fenster mit abgeschrägten profilierten Gewänden und profilierten Sohlbänken, zum Teil alte Fenster, alte Türen, unregelmäßiger Grundriss, Giebel unterschiedlich mit Satteldach oder Walmdach, Biberschwanz-Kronendeckung. | 08990568 |
| Direkt Bild zu diesem Denkmal hochladen | Östliche Scheune und südliches Seitengebäude eines Vierseithofes                                                              | Hoske 37 (Karte)                 | 2. Hälfte 19. Jahrhundert             | Beide weitgehend im ursprünglichen Aussehen erhalten, baugeschichtlich und straßenbildprägend von Bedeutung. Stall: zweigeschossig, massiv, zum Teil Granitgewände, alte Fenster, Bergetür im Obergeschoss, Taubenausflugslöcher, Gesims an der Hofseite mal überputzt, an den Außenwänden erhalten, Satteldach. Scheune: massiv, zwei große Durchfahrtstore, Lüftungsöffnungen, Taubenausflugslöcher, Satteldach. | 08990570 |
| Direkt Bild zu diesem Denkmal hochladen | Betkreuz | Hoske 38 (vor) (Karte)           | Bezeichnet mit 1910                   | Orts- und religionsgeschichtlich von Bedeutung, ca. 1,80 m hoher Granitstein, Inschrift: „IHS/ Errichtet zur Ehre Gottes/ M. A. Jannaschka/ 1910“, Kreuzaufsatz | 08990563 |
| Direkt Bild zu diesem Denkmal hochladen | Bauernhaus und Torbogen eines Dreiseithofes                                                                                   | Hoske 41 (Karte)                 | Um 1880                               | Wohnhaus mit zeittypischer Putzgliederung und Ornament, regionaltypischer Torbogen, baugeschichtlich und straßenbildprägend von Bedeutung. Wohnhaus: zweigeschossig, massiv, (1994 neu verputzt), Giebelseite mit Putzbändern, Oculi mit Rosetten, zwei Rundbogenfenster mit durchgehender Sohlbank, Kämpferzone, Lünette, Satteldach, Biberschwanzdeckung, alte Fenster, Torbogen und Durchgang, Mauer mit Biberschwanzdeckung abgedeckt. | 08990571 |
| Direkt Bild zu diesem Denkmal hochladen | Bauernhaus mit angebautem Stall, gegenüberliegendes Seitengebäude, östliche Scheune, Torbogen und Brunnen eines Dreiseithofes | Hoske 42 (Karte)                 | 2. Hälfte 19. Jahrhundert             | Alle Gebäude weitgehend unverändert erhalten, mit originalen Details, baugeschichtlich und ortsbildprägend von Bedeutung. Wohnhaus: zweigeschossig, Bruchsteinornament, Granitgewände, Gesims (Backstein), alte Fenster, Taubenausflugslöcher, Satteldach, Biberschwanzdeckung. Anschließender Stall: 1 1/2-geschossig, Gewölbe, Bergetür, Taubenschlag, Satteldach, Biberschwanzdeckung. Zwei Nebengebäude: Erdgeschoss massiv, Drempelzone Holzkonstruktion, Schopfdach, Biberschwanzdeckung. Scheune: zwei Durchfahrten, Reste von Putzgliederung, Drempelzone, Satteldach, Rückseite ein Tor vergrößert. Torbogen: Korbbogen aus Backstein, altes Tor, Biberschwanz-Kronendeckung. | 08990572 |
| Direkt Bild zu diesem Denkmal hochladen | Betkreuz | Hoske 42 (vor) (Karte)           | Bezeichnet mit 1863                   | Orts- und religionsgeschichtlich von Bedeutung, ca. 1,80 m hoher Granitsockel mit eingelassenem Relief (Abendmahl), „N. S./ 1863“, untypischer, erneuerter Kreuzaufsatz | 08990573 |
| Direkt Bild zu diesem Denkmal hochladen | Östliche Scheune eines Vierseithofes                                                                                          | Hoske 51 (Karte)                 | Vermutlich 18. Jahrhundert            | Fachwerkscheune, regionaltypisch, baugeschichtlich von Bedeutung, unterer Teil ausgeblockt, zwei Gefache, Giebel verbrettert, Satteldach, Biberschwanzdeckung | 08990575 |
| Direkt Bild zu diesem Denkmal hochladen | Betkreuz | Hoske 52 (vor) (Karte)           | Bezeichnet mit 1867                   | Orts- und religionsgeschichtlich von Bedeutung, Granitsockel, ca. 1,80 m, eingelassenes Relief (Abendmahl), „J. Kretschmer / 1867“, gusseiserner Kreuzaufsatz, davor betender, kniender Engel, bis 2011 irrtümlich unter Nummer 53 (vor) in der Denkmalliste | 08990574 |
| Direkt Bild zu diesem Denkmal hochladen | Betkreuz | Hoske 59 (gegenüber) (Karte)     | Bezeichnet mit 1880                   | Orts- und religionsgeschichtlich von Bedeutung, ca. 2 m hoher Granitsockel, Inschrift: „IHS/ M. D./ 1880“, gusseisernes Kreuz mit Verdachung | 08990569 |

## Keula
| Bild                                    | Bezeichnung                 | Lage                                            | Datierung                  | Beschreibung | ID       |
| --------------------------------------- | --------------------------- | ----------------------------------------------- | -------------------------- | --- | -------- |
|                                         | Mord- und Sühnekreuz        | Elsterweg (am Radweg) (Karte)                   | 15.–17. Jahrhundert        | Ortsgeschichtlich von Bedeutung, stark verwitterteres Granitkreuz | 08990432 |
| Direkt Bild zu diesem Denkmal hochladen | Betkreuz                    | Keula 25 (bei) (Karte)                          | Bezeichnet mit 1868        | Orts- und religionsgeschichtlich von Bedeutung, ca. 1,60 m hoher Granitsockel mit sparsamem Ornament, „Errichtet zur Ehre Gottes/ 1868“, Plakette: „In Dankbarkeit gestiftet von allen Bewohnern des Ortes Keula/ Stadt Wittichenau 1998/ geweiht am 24.7.1998“, Kreuzaufsatz, gusseisern, mit Vergoldung                            | 08990588 |
| Direkt Bild zu diesem Denkmal hochladen | Steindeckerbrücke           | hinter Keula 25 (bei sogenannter Arche) (Karte) | 19. Jahrhundert            | Kulturgeschichtlich von Bedeutung, vier Granitplatten | 08990437 |
| Direkt Bild zu diesem Denkmal hochladen | Betkreuz                    | Keula 26 (vor) (Karte)                          | Bezeichnet mit 1865        | Orts- und religionsgeschichtlich von Bedeutung, ca. 2 m hoher Granitsockel mit Profilierungen, Inschrift: „G. R. 1865“, gusseiserner Aufsatz mit Kreuz, Maria und Johannes, zum Teil vergoldet | 08990457 |
| Direkt Bild zu diesem Denkmal hochladen | Scheune eines Dreiseithofes | Keula 28 (Karte)                                | Nach 1900                  | Backsteinscheune mit ornamental verwendeten Lüftungsöffnungen, ursprüngliches Aussehen erhalten, baugeschichtlich und wirtschaftsgeschichtlich von Bedeutung, zwei große Segmentbogentore, Satteldach, Biberschwanzdeckung | 08990458 |
| Direkt Bild zu diesem Denkmal hochladen | Betkreuz                    | Keula 32 (vor) (Karte)                          | Bezeichnet mit 1893        | Orts- und religionsgeschichtlich von Bedeutung, ca. 2 m hoher Granitsockel, Profilierungen, etwas vergoldet, Inschrift: „IHS / R. A. / N. L. / 1893“, seitlich: „S. N. 1993“, Kreuzaufsatz mit Vergoldungen | 08990438 |
| Direkt Bild zu diesem Denkmal hochladen | Scheune                     | Keula 33 (Karte)                                | Vermutlich 17. Jahrhundert | Mit ausgeblocktem Sockelbereich und Sichtfachwerk mit Kreuzstreben, selten im Landkreis, baugeschichtlich und wirtschaftsgeschichtlich von Bedeutung, ca. 1,20 m ausgeblockt, einriegeliges Fachwerk mit übergreifenden Verstrebungen, verblattet, Giebel verbrettert, Satteldach, Biberschwanzdeckung                               | 08990433 |
| Direkt Bild zu diesem Denkmal hochladen | Nordöstliche Feldscheune    | Keula 63 (Karte)                                | Mitte 19. Jahrhundert      | Mächtiger Backsteinbau in ortsbildprägender Lage am Ortseingang, original erhalten, in dieser Größe seltenes Beispiel, baugeschichtlich und wirtschaftsgeschichtlich von Bedeutung, aufwendige ornamentale Gestaltung durch Lüftungsöffnungen, drei größere Segmentbogen mit alten Holztoren, Satteldach, Biberschwanz-Kronendeckung | 08990459 |
| Direkt Bild zu diesem Denkmal hochladen | Betkreuz                    | Keula 63 (vor) (Karte)                          | Bezeichnet mit 1870        | Orts- und religionsgeschichtlich von Bedeutung, ca. 2 m hoher Granitsockel mit Profilierungen und Spiegel, Inschrift: „Gott zu Ehren stiftete dieses Denkmal M. Pölk nebst seiner Ehefrau“, qualitätvolles gusseisernes Kreuz | 08990460 |
| Direkt Bild zu diesem Denkmal hochladen | Betkreuz                    | Keula 75 (vor) (Karte)                          | Bezeichnet mit 1876        | Orts- und religionsgeschichtlich von Bedeutung, profilierter ca. 2 m hoher Granitsockel, Inschrift: „Mikw. Wels. 1876“, gusseiserner Kreuzaufsatz mit Vergoldungen | 08990461 |
| Direkt Bild zu diesem Denkmal hochladen | Feldscheune                 | Keula 78 (Karte)                                | Um 1900                    | Weitgehend im ursprünglichen Aussehen erhalten, baugeschichtlich und wirtschaftsgeschichtlich von Bedeutung, verputzt, Lüftungsschlitze als Wandgestaltung, rundbogige Durchfahrt mit altem Tor, Satteldach, Biberschwanzdeckung | 08990462 |
|                                         | Katholische Kapelle Keula   | Keula 89 (Karte)                                | 2. Hälfte 19. Jahrhundert  | Kleiner Putzbau mit neogotischen Elementen, ortsgeschichtlich und religionsgeschichtlich von Bedeutung, spitzbogige Fenster- und Türgewände, südliche Giebelseite mit kräftigen Bekrönungen und Kreuz, Satteldach, Biberschwanzdeckung                                                                                               | 08990436 |
| Direkt Bild zu diesem Denkmal hochladen | Grenzstein                  | bei Keula 89 (Ecke Elsterweg) (Karte)           | Bezeichnet mit 1921        | Ortsgeschichtlich von Bedeutung, ca. 30 cm hoher, abgerundeter Granit mit Inschrift | 08990435 |

## Kotten
| Bild                                    | Bezeichnung                                                           | Lage                                                                        | Datierung                  | Beschreibung | ID       |
| --------------------------------------- | --------------------------------------------------------------------- | --------------------------------------------------------------------------- | -------------------------- | --- | -------- |
|                                         | Sächsisch-Preußischer Grenzstein: Pilar Nr. 116 sowie 17 Läufersteine | (Flur 4, Flurstück 127) (Karte)                                             | Nach 1828                  | Siehe auch Sachgesamtheitsdokument – Obj. 09305644; vermessungsgeschichtlich und landesgeschichtlich von Bedeutung als Zeitdokument der historischen Grenzziehung zwischen Sachsen und Preußen nach dem Wiener Kongress 1815. Pyramidenstumpf (Grundmaß 53 × 53 cm) aus Granit mit gegenüberliegend eingemeißelter Nummer 116 und Landeskürzel KP/KS direkt auf der Grenzlinie, zugehörig 17 Läufersteine in unregelmäßigen Abständen auf der Grenzlinie. Grenzstein ohne Farbfassung. | 09305454 |
| Direkt Bild zu diesem Denkmal hochladen | Betkreuz                                                              | (nördlich des Ortszentrums, kurz vor der Stallanlage) (Karte)               | Mitte 19. Jahrhundert      | Ortsgeschichtlich und religionsgeschichtlich von Bedeutung, schlichter Granitsockel, gefasst, ca. 1,60 m, Inschrift: „IHS“, am Fuß. „M. L. 1992“, schlichter Kreuzaufsatz | 08990514 |
| Direkt Bild zu diesem Denkmal hochladen | Betkreuz                                                              | (nördlich von Kotten, nördlich von Stallanlage) (Karte)                     | 19. Jahrhundert            | Ortsgeschichtlich und religionsgeschichtlich von Bedeutung, ca. 1,90 m hoher schlichter Granitsockel mit einfachem Spiegel im unteren Teil, Kreuzaufsatz | 08990548 |
| Weitere Bilder                          | Bildstock                                                             | (südlich des Ortes) (Karte)                                                 | Vermutlich 17. Jahrhundert | Ortsgeschichtlich und religionsgeschichtlich von Bedeutung, Granitsockel mit polygonaler Säule, tabernakelartiger Aufsatz mit drei Reliefs (Bischof / Kreuzigung / kleiner Sebastian), pyramidaler Abschluss | 08990546 |
|                                         | Betkreuz                                                              | (südlich von Kotten) (Karte)                                                | Bezeichnet mit 1759        | Eines der wenigen Beispiele aus dem 18. Jahrhundert, ortsgeschichtlich und religionsgeschichtlich von Bedeutung, ca. 1,80 m, schlichter Granitsockel, Kopf erneuert, Inschrift: „1759 / (seitlich) Rest. 1998 M. C.“, Kreuzaufsatz | 08990545 |
|                                         | Betkreuz                                                              | gegenüber Kotten 3 (nördlich des Ortszentrums Richtung Stallanlage) (Karte) | Bezeichnet mit 1851        | Ortsgeschichtlich und religionsgeschichtlich von Bedeutung, Granitsockel, ca. 1,80 m, schlicht, Inschrift: „Michael Salowski/ 1851“, am Sockel: „Fam. Schicket./ rest. 1992“, Kreuzaufsatz mit Vergoldung | 08990513 |
|                                         | Betkreuz                                                              | Kotten 10 (neben) (Karte)                                                   | Bezeichnet mit 1855        | Ortsgeschichtlich und religionsgeschichtlich von Bedeutung, ca. 2,20 m hoher Granitsockel mit kleinen Nischen, Inschrift: „Gemeinde Kotten / 1855“, Kreuzaufsatz | 08990534 |
|                                         | Betkreuz                                                              | Kotten 13 (vor) (Karte)                                                     | 2. Hälfte 19. Jahrhundert  | Ortsgeschichtlich und religionsgeschichtlich von Bedeutung, ca. 1,60 m hoher schlichter Granitsockel, Inschrift: „IHS“, Kreuzaufsatz mit Vergoldung | 08990543 |
|                                         | Betkreuz                                                              | Kotten 15 (vor) (Karte)                                                     | Bezeichnet mit 1865        | Ortsgeschichtlich und religionsgeschichtlich von Bedeutung, ca. 1,80 m hoher Granitsockel mit Abendmahlrelief, Inschrift: „IHS / P. Scholz / 1865“, Kreuzaufsatz | 08990542 |
|                                         | Betkreuz                                                              | Kotten 16 (vor) (Karte)                                                     | Bezeichnet mit 1896        | Ortsgeschichtlich und religionsgeschichtlich von Bedeutung, ca. 2 m hoher Granitsockel mit Vergoldungen, Inschrift: „M. Serbin / 1896“, unpassender Kreuzaufsatz aus schwarzem Granit | 08990535 |
|                                         | Betkreuz                                                              | Kotten 23 (vor) (Karte)                                                     | Bezeichnet mit 1917        | Ortsgeschichtlich und religionsgeschichtlich von Bedeutung, ca. 2 m hoher Granitsockel mit Vergoldung, Inschrift: „IHS / R. N. / Familie J. Noack u. Fr. Mgd.“, Kreuzaufsatz, schwarzer Granit | 08990539 |
| Direkt Bild zu diesem Denkmal hochladen | Betkreuz                                                              | Kotten 33 (vor) (Karte)                                                     | Mitte 19. Jahrhundert      | Ortsgeschichtlich und religionsgeschichtlich von Bedeutung, schlichter Granitsockel, ca. 1,50 m untypischer Kreuzaufsatz (erneuert) | 08990536 |
| Direkt Bild zu diesem Denkmal hochladen | Wegestein und Grenzstein                                              | Kotten 33 (vor) (Karte)                                                     | 19. Jahrhundert            | Verkehrsgeschichtlich und ortsgeschichtlich von Bedeutung, Wegestein: ca. 1,20 m hoher Granitstein mit flachpyramidalem Abschluss, Schrift verwittert, Grenzstein: ca. 0,40 m hoher Naturstein mit halbrundem Abschluss | 08990537 |
| Direkt Bild zu diesem Denkmal hochladen | Betkreuz                                                              | Kotten 59 (vor) (Karte)                                                     | 20. Jahrhundert            | Holzkreuz, ortsgeschichtlich und religionsgeschichtlich von Bedeutung, ca. 3,50 m hohes Holzkreuz, kleine Nische mit Maria, ca. 60 cm große Christusfigur, gefasst | 08990540 |
|                                         | Betkreuz                                                              | Kottener Weg (südlich vom Bahndamm) (Karte)                                 | Bezeichnet mit 1869        | Ortsgeschichtlich und religionsgeschichtlich von Bedeutung, profilierter Granitsockel, ca. 2 m, getüncht, Inschrift: „O Jesu durch dein verwundetes Herz Fuß u. Hand sei gnädig mir in meinen lezten End. J. Salowsky / 1869“, gusseiserner Kreuzaufsatz | 08990550 |
| Direkt Bild zu diesem Denkmal hochladen | Betkreuz                                                              | Kottener Weg (Karte)                                                        | Bezeichnet mit 1950        | Gedenkstein für den im 2. Weltkrieg Gefallenen Nikolaus Wocko, ortsgeschichtlich und religionsgeschichtlich von Bedeutung, Granitsockel mit Profilierungen, Inschrift: „Mein Jesus Verzeihung und Barmherzigkeit durch die Verdienste deiner heiligen Wunden. Zur frommen Erinnerung an unseren einzigen in Stalingrad vermißten Sohn Nikolaus Wocko“, „Errichtet im Jahr 1950“, kleines aufgesetztes Kreuz aus Stein, Christusfigur fehlt                                             | 08990549 |

## Maukendorf
| Bild                                    | Bezeichnung                                                      | Lage                             | Datierung                 | Beschreibung | ID       |
| --------------------------------------- | ---------------------------------------------------------------- | -------------------------------- | ------------------------- | --- | -------- |
| Direkt Bild zu diesem Denkmal hochladen | Seitengebäude eines ehemaligen Bauernhofes                       | Dorfplatz 14 (Karte)             | 1765 Dendro               | Eingeschossiger Fachwerkbau mit Satteldach, mit ehemaliger Durchfahrtsremise, nach außen Ausmauerung der Gefache mit gebrannten Ziegeln, bau-, siedlungs- und wirtschaftsgeschichtliche Bedeutung, dieses zu großen Teilen authentisch erhaltene Zeugnis der Volksbauweise in der Region von Hoyerswerda mit Seltenheitswert | 09306346 |
| Weitere Bilder                          | Mühle                                                            | Maukendorf Gutshof 5 (Karte)     | Um 1800                   | Breitgelagerter Putzbau, stattliche Kubatur, Wand-Öffnungs-Verhältnis intakt, baugeschichtlich und ortsgeschichtlich von Bedeutung, zweigeschossig, massiv, Backstein, verputzt, Giebelseite mit profilierten Sohlbänken, Ecklisenen mit Quaderung, Giebel mit Profilierung eingefasst, Oculus mit Zierwerk, profilierte Traufe, Krüppelwalmdach, Nebengebäude verändert | 08990583 |
| Direkt Bild zu diesem Denkmal hochladen | Nordwestliches Seitengebäude (mit Oberlaube) eines Dreiseithofes | Maukendorf Gutshof 6 (Karte)     | 1. Hälfte 19. Jahrhundert | Ohne eingeschossigen Anbau, Obergeschoss Fachwerk, im Ort singulär, baugeschichtlich und wirtschaftsgeschichtlich von Bedeutung, Erdgeschoss massiv, Backstein, Öffnungen mit flachem Segmentbogen, alte Tür, alte Fenster, Obergeschoss zweiriegeliges Fachwerk, sehr alte Fenster, Oberlaube, Satteldach, Biberschwanz-Kronendeckung, Giebel verbrettert | 08990584 |
| Direkt Bild zu diesem Denkmal hochladen | Nordöstliches Seitengebäude eines ehemaligen Dreiseithofes       | Maukendorfer Chaussee 14 (Karte) | Um 1880                   | Zeittypisches Wirtschaftsgebäude mit Putzgliederung, baugeschichtlich und wirtschaftsgeschichtlich von Bedeutung, zweigeschossig, massiv, zum Teil Fenster mit Sprossung, Gurtsgesims, an der Giebelseite Fenster im Obergeschoss mit gerader Verdachung, im Giebel zwei Rundbogenfenster mit durchgehender Sohlbank und betontem Kämpfer, darüber Okulus, Satteldach, Biberschwanzdeckung, zwei Fledermausgaupen, bis August 2011 irrtümlich unter Maukendorfer Chaussee 12 in der Denkmalliste, laut ALK-Daten Nummer 14 | 08991098 |

## Neudorf-Klösterlich
| Bild | Bezeichnung | Lage                                 | Datierung                               | Beschreibung | ID       |
| ---- | ----------- | ------------------------------------ | --------------------------------------- | --- | -------- |
|      | Betkreuz    | Neudorf-Klösterlich 1 (bei) (Karte)  | Bezeichnet mit 1876                     | Orts- und religionsgeschichtlich von Bedeutung, Sockel ca. 1,80 m, Granit, originaler Kreuzaufsatz | 08990481 |
|      | Betkreuz    | Neudorf-Klösterlich 7 (bei) (Karte)  | Bezeichnet mit 1869                     | Orts- und religionsgeschichtlich von Bedeutung, 2 m hoher profilierter Granitsockel mit neogotischen Formen, Inschrift größtenteils unleserlich, am Sockel „M. Graf / Neudorf / 1869“, Kreuzaufsatz mit Vergoldungen | 08990476 |
|      | Betkreuz    | Neudorf-Klösterlich 11 (vor) (Karte) | Bezeichnet mit 1845                     | Orts- und religionsgeschichtlich von Bedeutung, ca. 2 m hoher Granitsockel, gefasst, Inschrift: „M. W. 1845“, originaler Kreuzaufsatz mit kleinen Säulen und Cherubim am Sockel, darüber Kinder mit Kelch und Palmenzweig | 08990477 |
|      | Bauernhaus  | Neudorf-Klösterlich 20 (Karte)       | Um 1875 nach Auskunft, vermutlich älter | Erdgeschoss teils massiv, teils Fachwerk, Obergeschoss Fachwerk, einziges im Ort erhaltenes Fachwerkhaus, baugeschichtlich und hausgeschichtlich von Bedeutung. Erdgeschoss zum Teil massiv, zum Teil Fachwerk, das im unteren Teil ausgeblockt ist, breite Schwelle, Obergeschoss mit einriegeligem Fachwerk, Diagonalstreben, originale Fenster mit Sprossung, Satteldach, im Fachwerk-Teil Lehm-Stampf-Boden. | 08990479 |

## Rachlau
| Bild                                    | Bezeichnung                                                                 | Lage                                                               | Datierung                                                                  | Beschreibung | ID       |
| --------------------------------------- | --------------------------------------------------------------------------- | ------------------------------------------------------------------ | -------------------------------------------------------------------------- | --- | -------- |
|                                         | Sächsisch-Preußischer Grenzstein: Pilar Nr. 115 sowie ein Läuferstein       | (Flur 3, Flurstück 38) (Karte)                                     | Nach 1828                                                                  | Siehe auch Sachgesamtheit 09305644; vermessungs- und landesgeschichtlich von Bedeutung als Zeitdokument der historischen Grenzziehung zwischen Sachsen und Preußen nach dem Wiener Kongress 1815. Pyramidenstumpf (Grundmaß 53 × 53 cm) aus Granit mit gegenüberliegend eingemeißelter Nummer 115 und Landeskürzel KP/KS direkt auf der Grenzlinie, ein zugehöriger Läuferstein auf der Grenzlinie. Grenzstein ohne Farbfassung. | 09305453 |
|                                         | Wehr                                                                        | (Flur 4, Flurstück 22) (Karte)                                     | 1. Hälfte 20. Jahrhundert                                                  | Technikgeschichtlich von Bedeutung | 08990577 |
|                                         | Betkreuz                                                                    | (am nördlichen Ortsausgang) (Karte)                                | Bezeichnet mit 1920                                                        | Orts- und religionsgeschichtlich von Bedeutung, ca. 1,80 m hoher Granitsockel mit aufwendiger Profilierung, „IHS/ J. Malki/ 1920“, Kreuzaufsatz, schwarzer Granit, vergoldeter Christus | 08990576 |
| Direkt Bild zu diesem Denkmal hochladen | Wohnstallhaus und Seitengebäude (ohne hintere Anbauten) eines Zweiseithofes | Rachlau 5 (Karte)                                                  | 1. Hälfte 19. Jahrhundert (Zweiseithof); 2. Hälfte 19. Jahrhundert (Stall) | Einziges Beispiel im Ort mit Fachwerk-Gebäuden, wissenschaftlich-dokumentarischer Wert. Wohnstallhaus: zweigeschossig, Erdgeschoss massiv, Obergeschoss Fachwerk, hinterer Teil abgebrochen, Straßengiebelseite verbrettert, Satteldach, Biberschwanz-Kronendeckung, alte Fenster, rückwärtig eingeschossiger Anbau mit Schleppdach. Seitengebäude: zweigeschossig, Erdgeschoss Bruchsteinmauerwerk, Straßengiebel massiv, Fachwerk an der Hofseite zum Teil verbrettert, Satteldach, Biberschwanzdeckung. | 08990580 |
|                                         | Betkreuz                                                                    | Rachlau 15 (neben) (Karte)                                         | Bezeichnet mit 1879                                                        | Orts- und religionsgeschichtlich von Bedeutung, ca. 1,50 m hoher Granitsockel, „IHS / 1879“, gusseiserner Kreuzaufsatz mit Vergoldungen | 08990579 |
| Direkt Bild zu diesem Denkmal hochladen | Wegestein                                                                   | neben Rachlau 22 (südlich des Ortes Richtung Groß Särchen) (Karte) | 19. Jahrhundert                                                            | Verkehrsgeschichtlich von Bedeutung, ca. 1,50 m hohe Granitstele mit halbrundem Abschluss | 08990582 |
|                                         | Katholische Kapelle Rachlau                                                 | Rachlau 24 (Karte)                                                 | Um 1930                                                                    | Putzbau mit spitzbogigen Fenstern und Dachreiter im Zentrum des Dorfes, baugeschichtlich und regionalgeschichtlich von Bedeutung, Satteldach, Biberschwanz-Kronendeckung, offener Dachreiter mit Glocke, abgeknicktes Helmdach, über dem giebelseitigen Eingang Nische mit Marienfigur | 08990578 |
| Direkt Bild zu diesem Denkmal hochladen | Betkreuz                                                                    | Rachlau 26 (vor) (Karte)                                           | Bezeichnet mit 1893                                                        | Orts- und religionsgeschichtlich von Bedeutung, ca. 1,80 m hoher profilierter Granitsockel, „IHS/P. W./1893“ seitlich „A. G. 2000“, Kreuzaufsatz schwarzer polierter Granit, vergoldeter Christus | 08990750 |
| Direkt Bild zu diesem Denkmal hochladen | Südliches Seitengebäude eines Dreiseithofes                                 | Rachlau 27 (Karte)                                                 | Ende 19. Jahrhundert                                                       | L-förmiger Grundriss, Putzbau mit Gurtgesims und Satteldach, aufwendig gestaltete Giebelseite, Relikt der ursprünglichen ländlichen Bebauung, baugeschichtlich und wirtschaftsgeschichtlich von Bedeutung. Zweigeschossig, kurzer Flügel 1 1/2-geschossig, massiv, Segmentbogentore, im Erdgeschoss teils Fenster verändert, größtenteils Fenster mit alter Sprossung, Bergetür, Taubenausflugslöcher, Gesims, Satteldach, Biberschwanz-Kronendeckung, Anbau Satteldach, Biberschwanz-Kronendeckung, Giebelseite Gesims, Obergeschoss mit Ecklisenen mit Quaderung, Fenster mit profilierter Verdachung, Oculus mit Zierform. | 08990749 |
| Direkt Bild zu diesem Denkmal hochladen | Betkreuz                                                                    | Rachlau 43 (vor) (Karte)                                           | Ende 19. Jahrhundert                                                       | Orts- und religionsgeschichtlich von Bedeutung, ca. 1,50 m hoher Granitsockel mit vergoldetem Medaillon „IHS/A. K./1986“, Kreuzaufsatz, schwarzer Granit | 08990748 |
| Direkt Bild zu diesem Denkmal hochladen | Betkreuz                                                                    | Rachlau 58 (vor) (Karte)                                           | Bezeichnet mit 1882                                                        | Orts- und religionsgeschichtlich von Bedeutung, ca. 1,50 m hoher Granitsockel, Kreuzaufsatz | 08990581 |

## Saalau
| Bild                                    | Bezeichnung                                              | Lage                                                       | Datierung                 | Beschreibung | ID       |
| --------------------------------------- | -------------------------------------------------------- | ---------------------------------------------------------- | ------------------------- | --- | -------- |
|                                         | Betkreuz                                                 | (westlich von der Saalauer Mühle) (Karte)                  | Bezeichnet mit 1857       | Orts- und religionsgeschichtlich von Bedeutung, ca. 1,70 m hoher Granitsockel, schlicht, Inschrift: „IHS/ P. P./ 1857“, Kreuzaufsatz mit Vergoldung | 08990544 |
| Direkt Bild zu diesem Denkmal hochladen | Betkreuz                                                 | (Straße von Wittichenau nach Saalau, rechte Seite) (Karte) | 2. Hälfte 19. Jahrhundert | Orts- und religionsgeschichtlich von Bedeutung, schlichter Granitsockel, ohne Inschrift, ca. 1,80 m, Kreuzaufsatz | 08990533 |
| Direkt Bild zu diesem Denkmal hochladen | Betkreuz                                                 | (Straße von Wittichenau nach Saalau) (Karte)               | Bezeichnet mit 1902       | Orts- und religionsgeschichtlich von Bedeutung, ca. 2,20 m hoher Granitsockel, aufwendig, Inschrift: „G. Zomack / 1902“, Kreuzaufsatz mit Maria und Johannes | 08990532 |
| Direkt Bild zu diesem Denkmal hochladen | Betkreuz                                                 | Saalau 6 (vor) (Karte)                                     | Ende 19. Jahrhundert      | Orts- und religionsgeschichtlich von Bedeutung, ca. 1,80 m hoher Granitsockel mit Ornament, Inschrift: „Ich bete an! Nicht Holz und Stein, sondern dich mein Jesus ganz allein“, untypischer Kreuzaufsatz (erneuert), schwarzer Granit | 08990523 |
| Direkt Bild zu diesem Denkmal hochladen | Betkreuz                                                 | Saalau 8 (vor) (Karte)                                     | 2. Hälfte 19. Jahrhundert | Orts- und religionsgeschichtlich von Bedeutung, ca. 1,40 m hoher Granitsockel mit Profilierung und Spiegel, keine Inschrift, Kreuzaufsatz | 08990525 |
| Direkt Bild zu diesem Denkmal hochladen | Betkreuz                                                 | Saalau 10 (vor) (Karte)                                    | Bezeichnet mit 1856       | Orts- und religionsgeschichtlich von Bedeutung, ca. 1,60 m hoher Granitsockel, Inschrift: „IHS / N. R. /1856“, Kreuzaufsatz | 08990526 |
| Direkt Bild zu diesem Denkmal hochladen | Katholische Kapelle Saalau                               | Saalau 13 (Karte)                                          | 1953–1954                 | Putzbau mit je drei Rundbogenfenstern an der Längsseite, Turm mit Zeltdach im Norden, kleine Apsis im Süden, baugeschichtlich und regionalgeschichtlich von Bedeutung | 09304023 |
| Direkt Bild zu diesem Denkmal hochladen | Betkreuz                                                 | Saalau 14 (vor) (Karte)                                    | Um 1900                   | Orts- und religionsgeschichtlich von Bedeutung, ca. 3,50 m hohes Holzkreuz, ca. 1,20 m großer Christus, gefasst | 08990522 |
| Direkt Bild zu diesem Denkmal hochladen | Betkreuz                                                 | Saalau 16a (vor) (Karte)                                   | Bezeichnet mit 1877       | Orts- und religionsgeschichtlich von Bedeutung, ca. 1 m hoher Granitsockel mit Ornament, Inschrift, Rückseite: „Erneuert 1877 / Joseph Nels“, Kreuzaufsatz mit Vergoldung | 08990524 |
| Direkt Bild zu diesem Denkmal hochladen | Betkreuz                                                 | Saalau 17 (vor) (Karte)                                    | Mitte 19. Jahrhundert     | Orts- und religionsgeschichtlich von Bedeutung, ca. 2 m hoher schlichter Granitsockel mit abgefasten Ecken, Kreuzaufsatz | 08990521 |
| Direkt Bild zu diesem Denkmal hochladen | Betkreuz                                                 | Saalau 22 (vor) (Karte)                                    | Mitte 19. Jahrhundert     | Orts- und religionsgeschichtlich von Bedeutung, ca. 1,60 m hoher schlichter Granitsockel, Kreuzaufsatz | 08990520 |
| Weitere Bilder                          | Saalauer Mühle, Seitengebäude, Scheune und Mühlentechnik | Saalau 23 (Karte)                                          | Bezeichnet mit 1843       | In seiner Struktur erhaltener Vierseithof in exponierter Lage, umfangreiche technische Ausstattung, Zeugnis des dörflichen Mühlenwesens des 19. und 20. Jahrhunderts, ortsgeschichtlich und technikgeschichtlich von Bedeutung. Mühle: zweigeschossig, massiv, breiter Kubus, Eingang mit kräftigem Granitgewände, daneben Stein mit Bezeichnung, Backhaus an der Rückseite, rückwärtige Giebelseite mit überbautem Mühlenrad, Satteldach, verschiefert. Nebengebäude: zweigeschossig, Obergeschoss größtenteils Fachwerk, verschiefert, massive Giebelseite mit Putzgliederung, Bergetür, Fenster mit alter Sprossung, Satteldach. Scheune: massiv, zwei Durchfahrten, verputzt, mächtiges Satteldach, verschiefert. Wohnstallhaus: Streichung des Wohnstallhauses (Nummer 23a), 2012, kein ausreichender Denkmalwert vorhanden: zweigeschossig, massiv, zum Teil verändert, Giebelseite mit kräftigen Sohlbänken, Satteldach, Biberschwanz-Kronendeckung. - Geschichte: Bezeichnet mit P.Z. = Peter Zschornack, 1843; Mühle vor 1843 abgebrannt, anschließend wiederaufgebaut; Besitzer Georg Bresan (um 1980) - Technische Ausstattung: - Mühlrad mit Durchmesser 5,40 m, mittelschlächtig, Baujahr 1962, Holzwelle, Eisenschaufeln, Holzstreben - Getriebe: Altdeutsches Stockgetriebe - Mühleneinrichtung: Mahlgang, Schrotgang, Spitzgang, Kühlschiff (Fleder), Windreinigungsmaschine, ein Walzenstuhl von Grosse (Pirna), ein Walzenstuhl von Maschinen & Mühlenbauanstalt Hobjan & Frauenberger, Bautzen, Schälmaschine, Vorsichter und ehemals auch Hirsestampfe (nur teilweise vorhanden, Stand 1987), elektrisch betrieben, Backofen, Transmission mit Hanfseil über ca. 30 m zur Dreschmaschine | 08990511 |
|                                         | Betkreuz                                                 | Saalau 23 (vor) (Karte)                                    | Bezeichnet mit 1734       | Orts- und religionsgeschichtlich von Bedeutung, schlichter Granitsockel, gefasst, Inschrift: „1734/ G B“, Kreuzaufsatz | 08990512 |
| Direkt Bild zu diesem Denkmal hochladen | Betkreuz                                                 | Saalau 25 (neben) (Karte)                                  | Bezeichnet mit 1897       | Orts- und religionsgeschichtlich von Bedeutung, ca. 1,80 m hoher Granitsockel, Inschrift: „Happitsch/ 1897“, oben „IHS“, Kreuzaufsatz | 08990519 |
| Direkt Bild zu diesem Denkmal hochladen | Betkreuz                                                 | Saalau 30 (vor) (Karte)                                    | Bezeichnet mit 1858       | Orts- und religionsgeschichtlich von Bedeutung, ca. 1,80 m hoher Granitsockel mit Vergoldung, Inschrift: „IHS / N. S. (?) / 1858“, Kreuzaufsatz mit Vergoldung | 08990518 |
| Direkt Bild zu diesem Denkmal hochladen | Betkreuz                                                 | Saalau 31 (vor) (Karte)                                    | 20. Jahrhundert           | Holzkreuz, orts- und religionsgeschichtlich von Bedeutung, ca. 3,50 m hohes Holzkreuz mit ca. 1,0 m großer Christusfigur, gefasst, am Sockel bezeichnet „J. K. 1992“ | 08990517 |
|                                         | Bildstock                                                | Saalau 36 (vor) (Karte)                                    | Bezeichnet mit 1840       | Säule mit tabernakelartigem Aufsatz, orts- und religionsgeschichtlich von Bedeutung, Granitsockel mit ca. 1,20 m hoher Säule, Aufsatz mit vorgestellter Marienfigur, farbig gefasst, Kreuzaufsatz, am Sockel bezeichnet mit „1840“ | 08990515 |
| Direkt Bild zu diesem Denkmal hochladen | Betkreuz                                                 | Saalau 56 (neben) (Karte)                                  | Bezeichnet mit 1843       | Orts- und religionsgeschichtlich von Bedeutung, ca. 1,80 m hoher Granitsockel, schlicht, Inschrift: „J. M. / 1843“, Kreuzaufsatz, bezeichnet „D. H. I. M. 1843“ | 08990527 |

## Sollschwitz
| Bild                                    | Bezeichnung                                                                            | Lage                                              | Datierung                                     | Beschreibung | ID       |
| --------------------------------------- | -------------------------------------------------------------------------------------- | ------------------------------------------------- | --------------------------------------------- | --- | -------- |
|                                         | Sächsisch-Preußischer Grenzstein: Pilar Nr. 118 sowie 22 Läufersteine                  | (Flur 5, Flurstück 28) (Karte)                    | Nach 1828                                     | Siehe auch Sachgesamtheitsdokument – Obj. 09305644; vermessungsgeschichtlich und landesgeschichtlich von Bedeutung als Zeitdokument der historischen Grenzziehung zwischen Sachsen und Preußen nach dem Wiener Kongress 1815. Pyramidenstumpf (Grundmaß 53 × 53 cm) aus Granit mit gegenüberliegend eingemeißelter Nummer 118 und Landeskürzel KP/KS direkt auf der Grenzlinie, zugehörig 22 Läufersteine in unregelmäßigen Abständen auf der Grenzlinie. Grenzstein ohne Farbfassung. | 09305456 |
| Direkt Bild zu diesem Denkmal hochladen | Betkreuz                                                                               | (Straße Richtung Saalau)                          | Bezeichnet mit 1857                           | Orts- und religionsgeschichtlich von Bedeutung | 08990510 |
| Direkt Bild zu diesem Denkmal hochladen | Betkreuz                                                                               | (Straße nach Saalau) (Karte)                      | Bezeichnet mit 1865                           | Orts- und religionsgeschichtlich von Bedeutung, ca. 2 m hoher Granitsockel, profiliert, Vergoldungen, Inschrift: „1865 / A. Mietsch“, Kreuzaufsatz mit Vergoldung | 08990509 |
|                                         | Betkreuz                                                                               | (östlich des Ortszentrums Richtung Mühle) (Karte) | Bezeichnet mit 1857                           | Orts- und religionsgeschichtlich von Bedeutung, schlichter Granitsockel mit sparsamer Profilierung, Inschrift: „G. z. Ehr. / P. P. / 1857“, Kreuzaufsatz | 08990494 |
| Direkt Bild zu diesem Denkmal hochladen | Betkreuz                                                                               | Sollschwitz (Karte)                               | Wohl bezeichnet mit 1844                      | Orts- und religionsgeschichtlich von Bedeutung, ca. 1,20 m hoher Granitsockel mit Profil, Inschrift (schwer leserlich): „M. D. V./ 1844“? | 08990493 |
|                                         | Katholische Kapelle Sollschwitz                                                        | Sollschwitz 19 (Karte)                            | 1716                                          | Kleine barocke Saalkirche mit Dachreiter, am Dorfeingang gelegen, baugeschichtlich und ortsgeschichtlich von Bedeutung. Kleiner Saalbau von 1716, umgebaut 1842. Der Putzbau mit 3/8-Schluss, Satteldach und Dachreiter. Im Inneren flachgedeckt. Dreiteiliger Altaraufsatz des 18. Jahrhunderts. mit Schnitzfiguren verschiedener Größe und Qualität, das Mittelbild des Evangelisten Markus spätes 19. Jahrhundert, flankiert von den Schnitzfiguren Joachims, 18. Jahrhundert, und Anna Selbdritt, diese und der hl. Sebastian im Aufsatz spätgotisch, das Gemälde der Marienkrönung in ovalem Akanthusrahmen gleichfalls 18. Jahrhundert – Schnitzfiguren Johannes d. T. und einer Pietà beide 18. Jahrhundert. Qualitätvolles Kruzifix, datiert 1708. Rechteckiger Putzbau mit Ecklisenen, Segmentbogenfenster mit Putzfaschen, rundbogiger Eingang, profilierte Holztraufe, Walmdach, Biberschwanzdeckung, Dachreiter mit Laterne und Haube. | 08990495 |
|                                         | Mord- und Sühnekreuz                                                                   | vor Sollschwitz 19 (an der Kirche) (Karte)        | 15.–17. Jahrhundert                           | Ortsgeschichtlich von Bedeutung, ca. 80 cm hohes Granitkreuz | 08990496 |
| Direkt Bild zu diesem Denkmal hochladen | Südöstliches Wohnstallhaus und Seitengebäude mit winkliger Scheune eines Dreiseithofes | Sollschwitz 20 (Karte)                            | Stall um 1840 (Wohnstallhaus); 1927 (Scheune) | Wohnstallhaus detailliert im ursprünglichen Aussehen wiederhergestellt, im Ort singulär, Seitengebäude mit Scheune, weitgehend original, früher war hier ein Tanzsaal integriert, baugeschichtlich und ortsgeschichtlich von Bedeutung. Stallgebäude: zweigeschossig, massiv, sparsame Putzgliederung, Putzfaschen, Gesims, vorkragende Traufe, alte Fenster (zum Teil aus anderen Gebäuden geborgen), Giebel mit zwei Rundbogenfenstern, zwei Inschrifttafeln: „Jakob Mitsch“, „Josef 1995 Scholze“, Krüppelwalmdach, Biberschwanzdeckung. Scheune und Seitengebäude: L-förmiger Grundriss, Backstein, große Scheunentore, seitliche Treppe mit Verbretterung, der eine Teil zweigeschossig, Satteldach, Biberschwanz-Kronendeckung. | 08990503 |
| Direkt Bild zu diesem Denkmal hochladen | Betkreuz                                                                               | Sollschwitz 20 (hinter) (Karte)                   | Rückseite bezeichnet mit 1910                 | Orts- und religionsgeschichtlich von Bedeutung (umgesetzt), ca. 2 m hohe, sehr schlichte Granitstele, Rückseite Inschrift: „I. Mikel/ 1910“ (urspr. Vorderseite), „Familie Scholze/ 1998“, Kreuzaufsatz | 08990504 |
| Direkt Bild zu diesem Denkmal hochladen | Seitengebäude eines Vierseithofes                                                      | Sollschwitz 21 (Karte)                            | 2. Hälfte 19. Jahrhundert                     | In der Kubatur erhalten, regionaltypisch, baugeschichtlich von Bedeutung, zweigeschossig, massiv, Erdgeschoss zum Teil verändert, Gesimsband, im Obergeschoss Fenster mit Putzfaschen, Bergetür, alte Fenster, Satteldach, Biberschwanzdeckung | 08990497 |
|                                         | Betkreuz                                                                               | Sollschwitz 21 (vor) (Karte)                      | Bezeichnet mit 1891                           | Orts- und religionsgeschichtlich von Bedeutung, ca. 2,20 m hoher Granitsockel, aufwendig gestaltet, Inschrift: „I. Graf / 1891“, Kreuzaufsatz (alt), restauriert | 08990498 |
| Direkt Bild zu diesem Denkmal hochladen | Wandbild am Kulturhaus                                                                 | Sollschwitz 25 (Karte)                            | Bezeichnet mit 1971                           | Mosaik mit Figuren in sorbischen Trachten, orts- und regionalgeschichtliche von Bedeutung, ca. 6 m × 3 m, mehrfarbiges Mosaik, tanzende Erwachsene und spielende Kinder, signiert: B U K 71 | 08990507 |
| Direkt Bild zu diesem Denkmal hochladen | Betkreuz                                                                               | Sollschwitz 26 (vor) (Karte)                      | Bezeichnet mit 1868                           | Orts- und religionsgeschichtlich von Bedeutung, ca. 1,80 m hoher Granitsockel, etwas schlichter, Inschrift: „IHS / 1868“, Kreuzaufsatz mit Vergoldung | 08990502 |
| Direkt Bild zu diesem Denkmal hochladen | Betkreuz                                                                               | Sollschwitz 28 (vor) (Karte)                      | Bezeichnet mit 1890                           | Orts- und religionsgeschichtlich von Bedeutung, ca. 1,80 m hoher Granitsockel, Profilierungen, Inschrift: „J. Scholtze / 1890“, Kreuzaufsatz mit Vergoldung | 08990501 |
| Direkt Bild zu diesem Denkmal hochladen | Betkreuz aus Holz (Kriegerdenkmal)                                                     | Sollschwitz 35 (vor) (Karte)                      | 20. Jahrhundert                               | Im Dorfmittelpunkt, ortsgeschichtlich von Bedeutung, ca. 4 m hohes Holzkreuz mit ca. 1,30 m hohem Christus, farbig gefasst, saniert, Tafel mit Namen | 08990490 |
| Direkt Bild zu diesem Denkmal hochladen | Scheune                                                                                | Sollschwitz 36 (Karte)                            | Ende 19. Jahrhundert                          | Backsteinscheune mit ornamental eingesetzten Öffnungen und gestalterisch eingesetzten Bruchsteinzonen, baugeschichtlich und wirtschaftsgeschichtlich von Bedeutung. Zweigeschossig, Erdgeschoss mit Bruchsteinzonen, ein großes Segmentbogentor, zweites Tor durch Stallträger abgestützt, Gesimsband, im Obergeschoss seriell angeordnete Lüftungsschlitze mit Kreuzabschluss, Satteldach, Biberschwanz-Kronendeckung. | 08990491 |
|                                         | Betkreuz                                                                               | Sollschwitz 36 (vor) (Karte)                      | Bezeichnet mit 1890                           | Orts- und religionsgeschichtlich von Bedeutung, aufwendiger Granitsockel, Inschrift: „M. Biesch / 1890“, Kreuzaufsatz | 08990489 |
|                                         | Betkreuz                                                                               | Sollschwitz 38 (vor) (Karte)                      | Bezeichnet mit 1862                           | Orts- und religionsgeschichtlich von Bedeutung, ca. 1,80 m hoher Granitsockel, relativ schlicht gestaltet, Inschrift: „P. Jank / 1862 // G. J. M. 1997“, Kreuzaufsatz mit Vergoldung | 08990488 |
| Direkt Bild zu diesem Denkmal hochladen | Wohnhaus eines Dreiseithofes                                                           | Sollschwitz 39 (Karte)                            | 1. Hälfte 19. Jahrhundert, wohl älter         | Obergeschoss Fachwerk, Seltenheitswert, baugeschichtlich von Bedeutung, zweigeschossig, massiv (erneuert), Obergeschoss Fachwerk-Konstruktion zum Teil erneuert, Satteldach, zum Teil bebeilte Dachbalken | 08990487 |
|                                         | Betkreuz                                                                               | Sollschwitz 40 (vor) (Karte)                      | Bezeichnet mit 1890                           | Orts- und religionsgeschichtlich von Bedeutung, Granitsockel ca. 2 m, aufwendig profiliert und ornamentiert, Inschrift (zum Teil unleserlich) „1890“, Kreuzaufsatz | 08990751 |
| Direkt Bild zu diesem Denkmal hochladen | Wohnhaus                                                                               | Sollschwitz 41 (Karte)                            | Kern 17. Jahrhundert                          | Obergeschoss Fachwerk, trotz baulicher Veränderungen denkmalwürdig wegen der alten Fachwerk-Konstruktion mit Andreas-Kreuzen, baugeschichtlich und hausgeschichtlich von Bedeutung, zweigeschossig, Erdgeschoss massiv, geglättet, Obergeschoss Giebelseite massiv und geglättet, Traufseite durchgehend mit einriegeligem Fachwerk mit übergreifenden Andreas-Kreuzen, Giebel verbrettert (neu), Satteldach, liegende Dachfenster | 08990485 |
|                                         | Betkreuz                                                                               | Sollschwitz 41 (vor) (Karte)                      | Bezeichnet mit 1895                           | Orts- und religionsgeschichtlich von Bedeutung, Granitsockel, ca. 2 m, aufwendig profiliert und ornamentiert, Inschrift: „I. Krahl / 1895“, Kreuzaufsatz | 08990486 |
| Direkt Bild zu diesem Denkmal hochladen | Betkreuz                                                                               | Sollschwitz 56 (vor) (Karte)                      | Bezeichnet mit 1890                           | Orts- und religionsgeschichtlich von Bedeutung, ca. 2,30 m hoher Granitsockel, aufwendig, Inschrift: „J. Meschkank / 1890“, gusseiserner Kreuzaufsatz, untypische Farbfassung des Sockels | 08990499 |
| Direkt Bild zu diesem Denkmal hochladen | Betkreuz mit Gedenktafel                                                               | Sollschwitz 58 (vor) (Karte)                      | Bezeichnet mit 1871                           | Zum Gedenken an Jacob Mark, orts- und religionsgeschichtlich von Bedeutung, ca. 1,80 m hoher Granitsockel mit Vergoldung, Inschrift: „Nicolaus Mark aus Sollschwitz errichtete dieses Denkmal zur Erinnerung an seinen als Soldat am 21. Oktober 1870 verwundeten und am 24. desselben M in Versailles bei Paris i. A. von 23 J. 6 M. verstorbenen theuren Sohn Jacob/ 1871“, Kreuzaufsatz mit Vergoldungen, Kartusche | 08990500 |
|                                         | Bauernhaus                                                                             | Sollschwitz 90 (Karte)                            | Um 1830                                       | Obergeschoss Fachwerk, eines der wenigen im Ort erhaltenen Fachwerkhäuser, baugeschichtlich und hausgeschichtlich von Bedeutung, Erdgeschoss massiv, Granitgewände, Obergeschoss Sichtfachwerk, einriegeliges Fachwerk, Diagonalstreben an den Ecken, alte Fenster, Krüppelwalmdach, Biberschwanzdeckung, Giebel und Rückseite verbrettert, Anbau mit Schleppdach, schlechter baulicher Zustand | 08990506 |
| Direkt Bild zu diesem Denkmal hochladen | Betkreuz                                                                               | Sollschwitz 93 (gegenüber) (Karte)                | Bezeichnet mit 1866                           | Orts- und religionsgeschichtlich von Bedeutung, ca. 1,80 m hoher Granitsockel mit kleiner Nische mit Pietà, Inschrift: „J. H. (K ?)/ 1866“, steinerner Kreuzaufsatz | 08990505 |

## Spohla
| Bild                                    | Bezeichnung                                                                                          | Lage                          | Datierung                                   | Beschreibung | ID       |
| --------------------------------------- | --- | ----------------------------- | ------------------------------------------- | --- | -------- |
| Direkt Bild zu diesem Denkmal hochladen | Betkreuz                                                                                             | (westlich von Spohla) (Karte) | Wohl 1836                                   | Regionalgeschichtlich von Bedeutung, ca. 2 m hoher, schlanker Granitsockel, einfache Profilierung, Inschriften übertüncht, zierliches Kreuz mit Kruzifix | 08990606 |
| Direkt Bild zu diesem Denkmal hochladen | Betkreuz                                                                                             | (westlich von Spohla) (Karte) | Bezeichnet mit 1875                         | Regionalgeschichtlich von Bedeutung, Granitsockel, ca. 2 m, mit sparsamer Gestaltung, Inschrift: „IHS / G. Domanja 1996 / N. Domanja 1875“, sparsame Vergoldung, Kreuzaufsatz (Christus fehlt) | 08990605 |
| Direkt Bild zu diesem Denkmal hochladen | Feldscheune                                                                                          | Spohla 2 (Karte)              | Mitte 19. Jahrhundert                       | Weitgehend original erhaltene Backsteinscheune, wirtschaftsgeschichtlich und ortsbildprägend von Bedeutung, Backstein, ornamental eingesetzte Lüftungsöffnungen, in der Mitte breites, korbbogiges Tor, Satteldach, Biberschwanz-Kronendeckung | 08990603 |
| Direkt Bild zu diesem Denkmal hochladen | Feldscheune                                                                                          | Spohla 5 (Karte)              | Vor 1900                                    | Blockbauweise, regionaltypisch, baugeschichtlich und sozialgeschichtlich von Bedeutung, Blockkasten, Rückseite mit Anbau mit Schleppdach, Drempel und Giebel verbrettert, Satteldach | 08990604 |
| Direkt Bild zu diesem Denkmal hochladen | Scheune                                                                                              | Spohla 7 (Karte)              | Vor 1900                                    | Nördlich des Vierseithofes, Fachwerk mit Ausblockung, regionaltypisch, baugeschichtlich und sozialgeschichtlich von Bedeutung, Drempel und Giebel verbrettert, Satteldach, Hof nicht zugänglich | 08990595 |
| Direkt Bild zu diesem Denkmal hochladen | Südliche Scheune eines Vierseithofes                                                                 | Spohla 12 (Karte)             | Vermutlich 17. Jahrhundert                  | Fachwerk/Blockbauweise, regionaltypisch, baugeschichtlich und sozialgeschichtlich von Bedeutung, ca. 1,20 m ausgeblockt, Fachwerk mit übergreifenden Kreuzen, Giebel verbrettert, Satteldach, Biberschwanzdeckung | 08990594 |
|                                         | Wohnstallhaus und drei Seitengebäude                                                                 | Spohla 14 (Karte)             | 1879                                        | In seiner Struktur erhaltener Hof, wirtschaftsgeschichtlich und baugeschichtlich von Bedeutung. Wohnstallhaus: zweigeschossig, massiv, Natursteinsockel, angeputzte Gewände zum Teil Sandstein, Giebelseite mit Zieröffnungen, Putzband, Ecklisenen, profilierte Traufe, Satteldach, Stall mit Gewölbe. Nebengebäude: Rundbogentor, zum Hof offen, Drempelzone mit Segmentbogen-Öffnungen (original ?), zum Hof Dachveränderungen, Satteldach, Biberschwanzdeckung. Nebengebäude: Backstein, Toröffnungen durch Glasscheiben geschlossen, Gesims, Taubenausflugslöcher, Bergetür, Satteldach, Biberschwanzdeckung. Zweites feldseitiges Hofgebäude: Scheunendurchfahrt mit Glasvorbau, Giebel mit zwei großen Fenstern, sonst Öffnungen original, Gesims, Satteldach. Hof ist saniert, Umnutzung zu Restaurant und Pension bzw. Ferienwohnung, trotz geringer Eingriffe durch die Sanierung denkmalwürdig. | 08990596 |
| Direkt Bild zu diesem Denkmal hochladen | Scheune und Gedenktafel                                                                              | Spohla 18 (Karte)             | 1930er Jahre (Scheune); nach 1945 (VdN/OdF) | Zwischenlager von KZ-Häftlingen von März bis April 1945, geschichtlich und ortsgeschichtlich von Bedeutung. Backstein, zweigeschossig, Gesims, über den Toren erhöht, Lüftungsöffnungen mit Putzspiegeln, Lochstrukturen, Segmentbogenfenster, zwei große originale Schiebetore, Satteldach, Schrifttafel: „Ehemaliges Außenlager des KZ Groß-Rosen vom 1. März – 19. April 1945 für 500 vorwiegend polnische und sowjetische Häftlinge/ Zwischenstation auf ihrem Todesmarsch“ | 08990600 |
|                                         | Mord- und Sühnekreuz                                                                                 | Spohla 42 (neben) (Karte)     | 15.–17. Jahrhundert                         | Ortsgeschichtlich von Bedeutung, ca. 90 cm hohes, schmales Granitkreuz, Seitenarme sehr kurz | 08990597 |
| Direkt Bild zu diesem Denkmal hochladen | Wohnstallhaus eines Vierseithofes                                                                    | Spohla 43 (Karte)             | 2. Hälfte 19. Jahrhundert                   | Relikt der ursprünglichen Bebauung mit originalen Details, baugeschichtlich und straßenbildprägend von Bedeutung, zweigeschossiger massiver Putzbau, Segmentbogenfenster (Hofseite mit Toren und Eingängen), originale Fenster, Gewände mit profilierten Sohlbänken, Obergeschoss mit profilierten Verdachungen, zum Teil Schlagläden, Gurtgesims, Giebel mit zwei Rundbogenfenstern mit durchgehender Sohlbank, Kämpfer, Oculus, Satteldach, Biberschwanzdeckung, übrige Gebäude verändert, ruinös, einiges eingestürzt | 08990599 |
|                                         | Bauernhaus und Blockscheune eines Vierseithofes                                                      | Spohla 44 (Karte)             | Um 1880                                     | Repräsentativer Putzbau mit zahlreichen Gestaltungselementen, im Ort singulär, baugeschichtlich und straßenbildprägend von Bedeutung, zweigeschossig, massiv, mehrere profilierte Gesimse, Lisenen im Erdgeschoss mit angerauhter Quaderung, im rechten Gebäudeteil Mittelrisalit mit Eingang und Oculus im Giebel, Fenster mit Segmentbogenverdachung und Schlussstein, Obergeschoss mit geraden Verdachungen mit Konsolen, Rosetten und Putzspiegel in Attikazone, linker Gebäudeteil mit Torbogen (zurückgesetzt), etwas schlichter, zum Teil verändert (Ladeneinbau), im Giebel zwei Rundbogenfenster, Satteldach, Fenster (Kunststoff, erneuert), Blockscheune: Drempel und Giebel verbrettert, Satteldach, giebelseitig erweitert | 08990598 |
| Weitere Bilder                          | Untermühle; Mühlengebäude (ohne Anbauten) mit technischer Ausstattung sowie Mühlgraben und Mühlteich | Spohla 56 (Karte)             | 2. Hälfte 19. Jahrhundert                   | Ortsgeschichtliche Bedeutung, bauhistorischer, technikgeschichtlicher und landschaftsprägender Wert, dreieinhalbgeschossiger massiver Putzbau mit Satteldach, Bestandteil eines Vierseitgehöftes, Gebäude weitgehend authentisch erhalten, mit Durchfahrt im Erdgeschoss, Betonung erstes Obergeschoss durch Klinkerblendbögen über den Fenstern und Ziegelband sowie Ziegelfries als horizontale Akzente, fast durchgängig originale hölzerne Fenster (Kreuzstab) erhalten (im Erdgeschoss, erstes Obergeschoss), Mühlentechnik (Walzenstühle, Transmission) erhalten, Mühlgraben und Mühlteich unverfüllt vorhanden | 09305125 |
| Direkt Bild zu diesem Denkmal hochladen | Bauernhaus und Seitengebäude eines Vierseithofes                                                     | Spohla 58 (Karte)             | Um 1880                                     | Regionaltypische Backsteinbauten, weitgehend im ursprünglichen Aussehen erhalten, baugeschichtlich von Bedeutung. Wohnhaus: zweigeschossig, Segmentbogenfenster, Fenster mit alter Sprossung, Winterfenster, Deutsches Band, Giebel mit zwei Rundbogenfenstern und Lünette, anschließendes Nebengebäude mit Eingang und Durchfahrt, beide Satteldach, Hof nicht zugänglich. | 08990590 |
| Direkt Bild zu diesem Denkmal hochladen | Bauernhaus und drei Seitengebäude                                                                    | Spohla 123, 124 (Karte)       | 2. Hälfte 19. Jahrhundert                   | In seiner Struktur erhaltener Vierseithof mit regionaltypischen Backsteinbauten, baugeschichtlich und wirtschaftsgeschichtlich von Bedeutung. Wohnhaus: zweigeschossig, Backstein, Fensteröffnungen zum Teil verändert, im Obergeschoss noch mit flachem Segmentbogen, im Giebel zwei Rundbogenfenster, darüber Lünette, Satteldach, an rückwärtigem Giebel. Erstes Nebengebäude: eingeschossig, mit Drempel, segmentbogiger Eingang und Tordurchfahrt, originale Fenster, Satteldach. Zweites Nebengebäude: zweigeschossig, massiv, originale Fenster, Satteldach. Drittes Nebengebäude: Hof nicht zugänglich, daher Gebäude nicht zu beschreiben. | 08990355 |
|                                         | Friedhofskapelle                                                                                     | Spohla 129 (Karte)            | Um 1900                                     | Ortsgeschichtlich von Bedeutung, Backsteinbau mit Spitzbogenfenstern und Turm, Saal mit dreiseitigem Schluss, Satteldach und Biberschwanzdeckung, Spitzbogenfenster mit originaler Sprossung, dreigeschossiger Turm mit Zierlisenen, originale Fenster, Tür erneuert, Zeltdach, Biberschwanzdeckung | 08990592 |
| Direkt Bild zu diesem Denkmal hochladen | Nebengebäude                                                                                         | Spohla 158 (Karte)            | Bezeichnet mit 1778                         | Mit Blockstube, ursprünglich Wohnhaus, baugeschichtlich und sozialgeschichtlich von Bedeutung, eingeschossig, rückwärtige Traufseite mit massivem Anbau, Umgebinde mit verzierten Aufblattungen, Blockstube, zum Teil die Balken ersetzt durch Lehmbau, hölzerner Türstock, Satteldach, Giebel verbrettert, Biberschwanzdeckung | 08990602 |

## Ehemalige Denkmäler

### Ehemalige Denkmäler (Wittichenau)
| Bild                                    | Bezeichnung                                         | Lage                                 | Datierung                 | Beschreibung | ID       |
| --------------------------------------- | --------------------------------------------------- | ------------------------------------ | ------------------------- | --- | -------- |
| Direkt Bild zu diesem Denkmal hochladen | Wohnhaus in geschlossener Bebauung                  | Bautzener Straße 10 (Karte)          | Nach 1900                 | Baugeschichtlich und städtebaulich von Bedeutung. Zwischen 2017 und 2024 aus der Denkmalliste gestrichen. | 08990378 |
|                                         | Wohnhaus in geschlossener Bebauung                  | Geschwister-Scholl-Straße 11 (Karte) | 2. Hälfte 19. Jahrhundert | Baugeschichtlich von Bedeutung; nach 2014 von der Denkmalliste gestrichen | 08990376 |
|                                         | Stadtbrauerei Wittichenau; Brauerei mit Schornstein | Haschkestraße 33 (Karte)             | Um 1900                   | Zwischen 2017 und 2024 aus der Denkmalliste gestrichen. | 08990379 |
| Direkt Bild zu diesem Denkmal hochladen | Ländliches Wohnhaus                                 | Hosker Straße 38 (Karte)             | 1. Hälfte 19. Jahrhundert | Eingeschossig, bau- und sozialgeschichtlich von Bedeutung, Wohnhaus mit rückwärtigem Stall, verputzter Ziegelbau, eingeschossig, breite Putzfaschen, Fenster zum Teil mit originaler Sprossung, Winterfenster, Schlagläden, originale Haustür, Satteldach, Biberschwanzdeckung, rückwärtig am Stall segmentbogige Türen. Zwischen 2017 und 2024 aus der Denkmalliste gestrichen. | 08990407 |
|                                         | Wohnhaus in geschlossener Bebauung                  | Töpferstraße 17 (Karte)              | Um 1800                   | Eines der wenigen Gebäude im Ort mit Sichtfachwerk, baugeschichtlich von Bedeutung, Erdgeschoss massiv, geglättet, Obergeschoss mit zweiriegeligem Fachwerk und Diagonalstreben, Fenster Originalgröße, Satteldach, Biberschwanzdeckung. Zwischen 2017 und 2024 aus der Denkmalliste gestrichen.                                                                                 | 08990360 |

### Ehemaliges Denkmal (Keula)
| Bild                                    | Bezeichnung                                                                               | Lage             | Datierung                                                          | Beschreibung | ID       |
| --------------------------------------- | ----------------------------------------------------------------------------------------- | ---------------- | ------------------------------------------------------------------ | --- | -------- |
| Direkt Bild zu diesem Denkmal hochladen | Wohnhaus und gegenüber liegendes Seitengebäude über winkligem Grundriss eines Bauernhofes | Keula 26 (Karte) | 2. Hälfte 19. Jahrhundert (Seitengebäude); Kern um 1800 (Wohnhaus) | Putzbauten mit Gliederung, an ortsbildprägender Stelle, baugeschichtlich von Bedeutung. Nebengebäude: zweigeschossig, massiv, L-förmiger Grundriss, Wand-Öffnungs-Verhältnis an der Hofseite etwas geändert, Putzbänder, im Obergeschoss, Bergetür, Taubenausflugslöcher, Satteldach, Biberschwanzdeckung. Kurzer Flügel: Ausgedinge, alte Tür, Giebel mit Rundbogenfenstern, alte Fenster, Satteldach, Biberschwanzdeckung. Wohnhaus: zweigeschossig, massiv, teils Fenster zugesetzt, Giebel mit Rundbogenfenstern, alter Kern! | 08990456 |

## Tabellenlegende
- Bild: Bild des Kulturdenkmals, ggf. zusätzlich mit einem Link zu weiteren Fotos des Kulturdenkmals im Medienarchiv Wikimedia Commons. Wenn man auf das Kamerasymbol klickt, können Fotos zu Kulturdenkmalen aus dieser Liste hochgeladen werden:
- Bezeichnung: Denkmalgeschützte Objekte und ggf. Bauwerksname des Kulturdenkmals
- Lage: Straßenname und Hausnummer oder Flurstücknummer des Kulturdenkmals. Die Grundsortierung der Liste erfolgt nach dieser Adresse. Der Link (Karte) führt zu verschiedenen Kartendiensten mit der Position des Kulturdenkmals. Fehlt dieser Link, wurden die Koordinaten noch nicht eingetragen. Sind diese bekannt, können sie über ein Tool mit einer Kartenansicht einfach nachgetragen werden. In dieser Kartenansicht sind Kulturdenkmale ohne Koordinaten mit einem roten bzw. orangen Marker dargestellt und können durch Verschieben auf die richtige Position in der Karte mit Koordinaten versehen werden. Kulturdenkmale ohne Bild sind an einem blauen bzw. roten Marker erkennbar.
- Datierung: Baubeginn, Fertigstellung, Datum der Erstnennung oder grobe zeitliche Einordnung entsprechend des Eintrags in der sächsischen Denkmaldatenbank
- Beschreibung: Kurzcharakteristik des Kulturdenkmals entsprechend des Eintrags in der sächsischen Denkmaldatenbank, ggf. ergänzt durch die dort nur selten veröffentlichten Erfassungstexte oder zusätzliche Informationen
- ID: Vom Landesamt für Denkmalpflege Sachsen vergebene, das Kulturdenkmal eindeutig identifizierende Objekt-Nummer. Der Link führt zum PDF-Denkmaldokument des Landesamtes für Denkmalpflege Sachsen. Bei ehemaligen Kulturdenkmalen können die Objektnummern unbekannt sein und deshalb fehlen bzw. die Links von aus der Datenbank entfernten Objektnummern ins Leere führen. Ein ggf. vorhandenes Icon  führt zu den Angaben des Kulturdenkmals bei Wikidata.